# Puerta de Alcalá
La puerta de Alcalá es una de las cinco antiguas puertas reales que daban acceso a la ciudad de Madrid (España).
Se encuentra situada en el centro de la rotonda de la plaza de la Independencia. En el cruce de las calles de Alcalá, Alfonso XII, Serrano y Salustiano Olózaga, junto a las puertas del Retiro: Puerta de España, Puerta de la Independencia (entrada principal a los jardines del Retiro) y Puerta de Hernani.
La puerta daba acceso a aquellos viajeros que entraban antiguamente en la población desde la dirección de Alcalá de Henares (Aragón o Francia). En la actualidad es una puerta monumental que se encuentra ubicada junto a la Fuente de Cibeles y el Parque del Retiro. Fue construida por mandato de Carlos III en sustitución de otra puerta anterior que existía ya desde el siglo XVI. El diseño y obra pertenece al arquitecto italiano Francesco Sabatini. Compitieron con Sabatini otros proyectos por parte de arquitectos españoles: Ventura Rodríguez y de José de Hermosilla, siendo finalmente elegido personalmente por el Rey el diseño de Sabatini. 
Se trata de una puerta de estilo neoclásico y aspecto monumental similar a los Arcos de Triunfo romanos, se erigió mirando su exterior a oriente en el año 1778.
Ha sufrido desde sus comienzos diversas transformaciones urbanísticas en su entorno, pasando de ser la frontera exterior de Madrid a un centro turístico de obligado paso que aparece insertada casi en el medio de la misma ciudad. Este cambio se ha debido al ensanche del siglo XIX a lo largo del barrio de Serrano y la prolongación de la calle de Alcalá. Fue declarada monumento histórico-artístico en 1976, extendiendo su categoría a la misma plaza de la Independencia.
La puerta ya desde su ubicación final fue adquiriendo desde finales del siglo XVIII relevancia en el pueblo madrileño, y a finales del siglo XIX era ya uno de sus iconos más característicos que aparece en numerosas ilustraciones de la ciudad. Al ser uno de los monumentos más representativos, en su doble condición de mirada hacia el interior de la ciudad y al exterior de la misma. La puerta de Alcalá ha servido como soporte para todo tipo de manifestaciones políticas y artísticas y en sus inmediaciones se han producido numerosos hechos históricos.

## Historia
La ciudad de Madrid contó, ya desde su origen, con numerosas puertas y portillos de acceso a la ciudad a través de su muralla. En la Edad Media el castro defensivo situado en la posición del antiguo Alcázar hizo que se construyera una muralla defensiva a su alrededor. Esta muralla poseía una serie de salidas o puertas notables por las que transitaba la población constreñida a los límites de la muralla. Las murallas y las puertas tenían un carácter de control fiscal de mercancías, al mismo tiempo que defensivas. Dependiendo de la historia las puertas y murallas podrían tener unas características u otras. A medida que la ciudad fue creciendo en tamaño, la muralla fue re-construyéndose con un radio creciente se llegó a la denominada muralla cristiana que marcaba unos nuevos límites. Con la llegada de Felipe II en 1561 y la instauración de la Corte en la ciudad, la villa experimenta un crecimiento demográfico sin precedentes. Esta situación hizo que incrementara nuevamente la población de forma extraordinaria, y con ello, la nueva cerca construida tendría nuevamente un perímetro mayor. Este perímetro dará lugar a un nuevo número de puertas y portillos. La puertas proliferaban en el siglo XVII, y entre ellas se encontraba la de Alcalá. Las salidas de Madrid estaban flanqueadas por cinco puertas reales o de registro (es decir aquellas en las que se pagaban los impuestos): las de Segovia (denominada también del Puente de Segovia), Guadalajara, Toledo, Atocha, la de Alcalá y la de Bilbao (o de los Pozos de la Nieve), y catorce portillos de menor importancia o de segundo orden a (abiertos en distintas fechas): Vega, Vistillas, Gilimón, el Campillo del Mundo Nuevo, Embajadores, Valencia, Campanilla, Recoletos, Santa Bárbara, Maravillas, Santo Domingo (o Fuencarral), Conde Duque, San Bernardino (o de San Joaquín) y San Vicente.
La puertas principales permanecían abiertas hasta las diez de la noche en la época invernal, y en el estío una hora más debido a la mayor longitud del día. Tras este horario, y solo en caso necesario, un retén permitía el paso. El oficio de vigilancia lo hacían portazgueros. Sin embargo los portillos se abrían a las primeras horas del día y se cerraban con la puesta del sol, permaneciendo bajo cierre toda la noche. Entre todas esas puertas principales, la de Alcalá, era una de las más importantes antes de la llegada de Carlos III. La dignificación de los accesos a la Villa era un claro objetivo en la mejora del urbanismo de la ciudad, y este objetivo incidía directamente contra este acceso y su conversión a monumento. La existencia desde finales del siglo XVI tenía entre sus muchas funciones la de ofrecer una cañada real (la Cañada Real Galiana), por la Puerta pasaban los rebaños de ovejas trashumantes. Todavía existen sendos mojones a ambos lados de la calle que indican su categoría de vía pecuaria. 

### Las primitivas puertas de Alcalá
La puerta de Alcalá es en la actualidad uno de los referentes monumentales más relevantes de la ciudad de Madrid, aunque la imagen presente debe imaginarse como el colofón de un proceso evolutivo iniciado a finales del siglo XVI. Durante el siglo XVII tuvo dicha entrada dos estructuras arquitectónicas diferentes antes de lograr ser un monumento a finales del XVIII. Su relevancia como entrada triunfal, proporcionando excelencia al rito de entrada a la ciudad del soberano, fue adquiriendo poco a poco importancia. Desde la Puerta enfilando la calle de Alcalá se accedía a la Puerta del Sol, y desde allí mediante la calle Mayor al Alcázar. 
Durante la pandemia de peste que ocurrió en Madrid en 1580 ya se hace mención de la puerta como un punto de cierre a la población. Se encontraba en una posición mucho más avanzada que la actual, en el cruce de la calle Barquillo con Alcalá. A esta puerta se le denomina «Puerta de la Peste de la calle de Alcalá». Una década posterior se vuelve a adelantar su posición para que el 24 de octubre de 1599 se produzca la celebración de la entrada en la ciudad de la mujer de Felipe III: Margarita de Austria casada en Valencia. La calle de Alcalá estaba siendo ya utilizada como entrada ceremonial alternativa a la de la Carrera de San Jerónimo. Este evento, y la decoración de la ciudad a lo largo de su paso de la comitiva, fue lo que motivó la construcción de la fábrica primitiva: es decir, de una puerta de entrada y del adoquinado de la calle de Alcalá. Este primer itinerario de entrada a Madrid desde la puerta de Alcalá definió el itinerario posterior de otras entradas de la realeza a la corte y villa, quedando establecido el camino desde Alcalá de Henares y el alcázar. 
La disposición arquitectónica y ornamental de este primer arco fue obra de Patricio Cajés, responsable de las arquitecturas efímeras en las celebraciones reales. Se ubicaba algo más al oeste que la actual, a la altura del cruce de Alcalá con la calle de Alfonso XI. La Puerta poseía una estructura repartida en tres partes, se componía de un arco central y dos vanos laterales. Toda la puerta fue erigida en ladrillo, a excepción de los pedestales y pilastras empleados para la articulación vertical de la fábrica para los que se empleó piedra. Diego Sillero aceptó trabajar en dicha obra para dar el revoco de mármol. La cara exterior de la puerta estaba más decorada, mientras que la interior era «llana y no más» (en palabras de Diego Sillero). La decoración escultórica fue realizada por Juan de Porres y de Alonso López Maldonado. Estos motivos primitivos se hicieron en yeso, y debido a su exposición a la intemperie al poco tiempo mostraron evidentes signos de deterioro. La decoración consistía las armas reales y de la Villa, con dos figuras representando a Manto y a su hijo Ocno, ambos fundadores de la ciudad según la mitlogía: «Mantua Carpetana». La entrada posterior, ya en 1615 de Isabel de Borbón en Madrid generó nuevos planes de remodelación del arco y de sus imágenes. En 1624 se procede al retiro definitivo de las imágenes alegóricas, principalmente debido al inminente riesgo de desplome que presentaban.

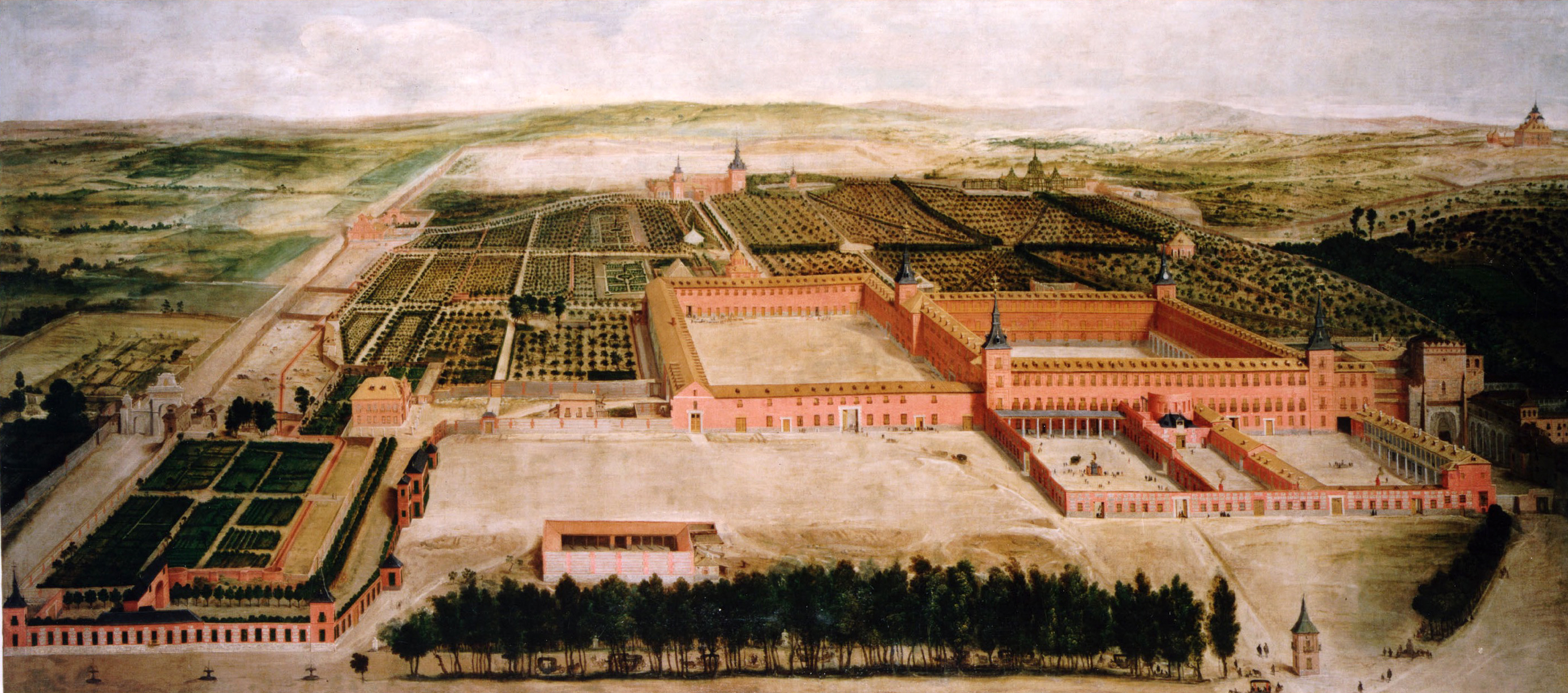
Cuadro de Jusepe Leonardo de 1637 en el que se ve una Puerta de Alcalá anexa al Retiro. Véase a la izquierda

En el año 1636 se derriba parte de la puerta y vino a reemplazar al tripartito arco una estructura de ladrillo de un solo vano. Las figuras alegóricas existentes anteriormente fueron sustituidas por otras estatuas en piedra de Nuestra Señora de las Mercedes. Sobre los arcos laterales había sendas estatuas de San Pedro Nolasco y de la beata Mariana de Jesús. La apariencia de esta segunda puerta fue más sencilla que la anterior. Estos cambios arquitectónicos en la puerta se enmarcaban en las remodelaciones realizadas sobre el palacio del Buen Retiro. Tras la construcción del palacio, la fachada del Real Sitio que era adyacente al camino de Alcalá quedó literalmente pegada a uno de los extremos de la puerta, mientras que el otro en el comienzo del prado de Recoletos había quedado prácticamente encajado en los muros del pósito establecido desde 1667 en los terrenos inmediatos. El arquitecto mayor de la villa Teodoro de Ardemans fue el encargado de remodelar el espacio circundante, proyecto que quedó concluido hacia 1692. A pesar de estas remodelaciones cabe pensar que era relativamente sencillo construir y derribar la puerta, siguiendo los cánones que impusiera la moda urbanística de la época. En un cuadro de Antonio Joli que muestra una panorámica de la calle de Alcalá en 1750 se puede ver una de estas puertas de Alcalá. La posición que muestra este cuadro es confirmada por el mapa que realiza Nicolas Chalmandrier en 1761.
La vieja puerta fue derribada en 1770 al ampliarse la calle de Alcalá, denominado entonces como "camino Real de Aragón y Cataluña", con terrenos tomados a lo que actualmente es el Parque del Retiro, pertenecientes al palacio del Buen Retiro. Esta puerta, que servía de acceso a la ciudad por el camino real de Aragón y Cataluña, era una de las cinco principales con las que contaba la tapia que rodeaba la villa, junto con las de Toledo, Segovia, Bilbao y Atocha.

### La plaza de toros de la Puerta de Alcalá

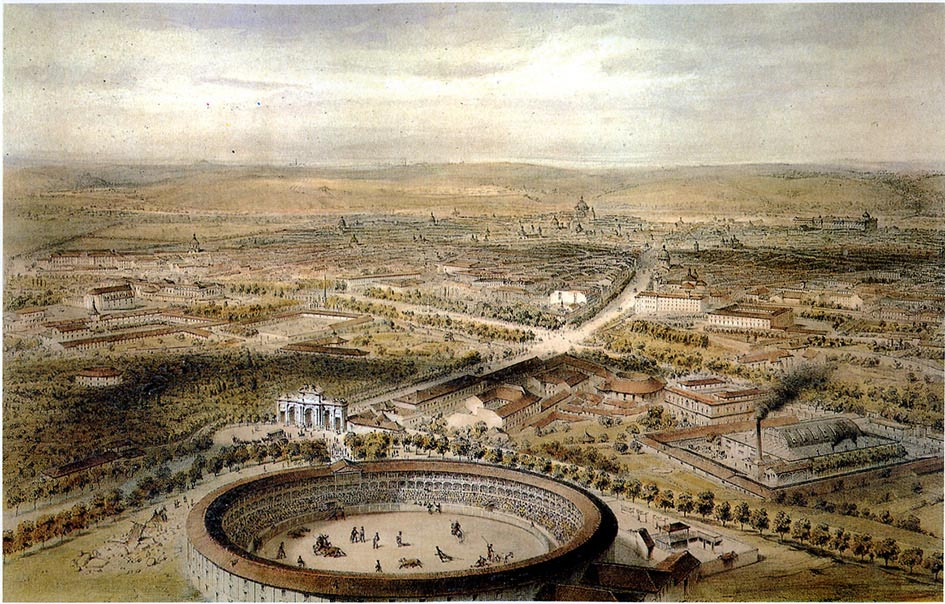
Vista aérea de Madrid mostrando la Puerta de Alcalá en 1854, realizado por Alfred Guesdon.

En 1754 Fernando VI, a través de la Junta de Hospitales de la capital, inauguró la plaza de toros de la Puerta de Alcalá, instalada frente a los Jardines del Buen Retiro. y que permanecería activa hasta su clausura el 19 de abril de 1874, fecha en que le dio la alternativa a una nueva plaza construida junto a la carretera de Aragón, en el enclave madrileño conocido mucho más tarde como zona de Goya. Tuvo un aforo inicial para 12 000 espectadores y su emplazamiento se corresponde con el espacio que a comienzos del siglo XXI delimitan las calles Claudio Coello y Conde de Aranda. Su demolición y desaparición fue provocada por el proyectado "Plan Castro", conocido más tarde como barrio de Salamanca, debido a la implicación en dicho negocio urbanístico del marqués de Salamanca. Aquella plaza de toros de la Puerta de Alcalá sería durante 120 años la plaza de toros de la villa de Madrid, entre 1754 y 1874. Fue sustituida por la plaza de toros de la Fuente del Berro, instalación que a su vez sería relevada por la Monumental de las Ventas en 1934.

### Decisión de una puerta monumental: Carlos III

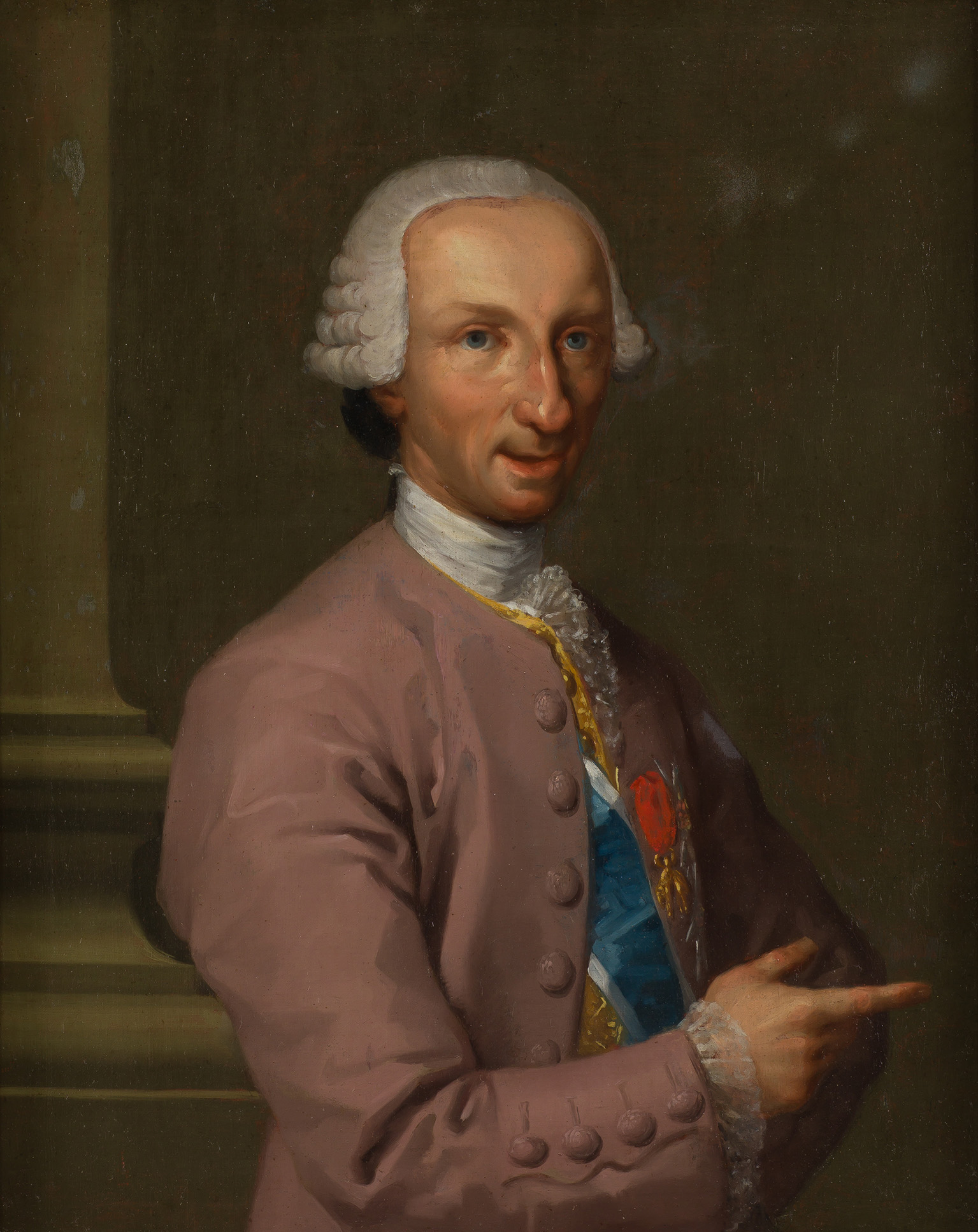
Retrato de Carlos III de España, por José del Castillo (entre 1775 y 1785)

El 9 de diciembre de 1759, Carlos III (hijo de Felipe V) entró en Madrid, procedente de Nápoles para suceder en el trono a su hermano, el fallecido Fernando VI. Desembarcado en Barcelona, realizó desde allí su primer viaje a la Villa e ingresó por la antigua puerta de Alcalá, la cual no resultó de su agrado por lo que decidió derribarla para erigir una nueva. Este proyecto se enmarcaba dentro de sus planes de mejora de la ciudad. Ya entonces existían tres diseños posibles para la nueva puerta: el del ingeniero militar José de Hermosilla y autor de las trazas del paseo del Prado, el del arquitecto Ventura Rodríguez, y finalmente dos propuestas de diseño de Francisco Sabatini.
El arquitecto Ventura Rodríguez presentó a concurso cinco proyectos numerados y datados el 16 de mayo de 1769, todos ellos fueron evaluados por Carlos III en apenas un par de días. Los tres diseños de Sabatini de estilo neoclásico eran del mismo tamaño y poseían cerca de setenta pies de altura. El proyecto original ofrecía dos acabados distintos, uno con pilastras y otro con columnas adosadas. Finalmente se fundieron los dos en uno solo y por eso las fachadas son distintas. El diseño poseía influencias de la Fuente dell´Acqua Paola y de la portada del Palacio Barberini de Roma. En el decreto por el que la puerta fue declarada monumento histórico-artístico aparece descrita como «el primer arco de triunfo moderno de Europa, que no se habían erigido desde la época romana». El 18 de mayo de 1769 Carlos III decide que el proyecto de Sabatini es el que se llevará a cabo.

### La construcción de la Nueva Puerta de Alcalá
Tras la elección por parte de Carlos III del diseño combinado de la puerta, pocos días después (el 27 de mayo de 1769) se inicia la contratación de las obras y servicios para la que será la "Nueva Puerta de Alcalá". Las bases que impuso Sabatini eran muy meticulosas y llegaban a precisiones como el tipo de material empleado, procedencia de canteras y calidades requeridas. Se requirió ladrillo de la rivera, la piedra blanca procedente de Colmenar de Oreja (prefería aquella piedra procedente de Nava Redonda, desechando toda aquella que procediese de Mingo Rubio). El día 6 de junio se cerró la contratación en la Casa de la Villa. De las seis ofertas presentadas Sabatini se inclinó por la ofrecida por Francisco de la Fuente. A pesar de ello Sabatini exigió una rebaja en los costes que acabó en desacuerdo. Finalmente la obra recayó sobre Santiago Feijoo y Cía, que fue capaz de hacer una rebaja de un ocho por ciento. Para el comienzo de la obra el Ayuntamiento de Madrid adelantó dinero, hipotecando el arbitrio de tabernas. No existe constancia de que ese dinero le haya sido devuelto con posterioridad. Las obras comenzaron a comienzos de 1770. Al principio de las obras de construcción, justo cuando afloraban los machones de la nueva puerta de Alcalá existieron quejas, por observar que la nueva puerta afeaba al Real Pósito que se encontraba en las cercanías.

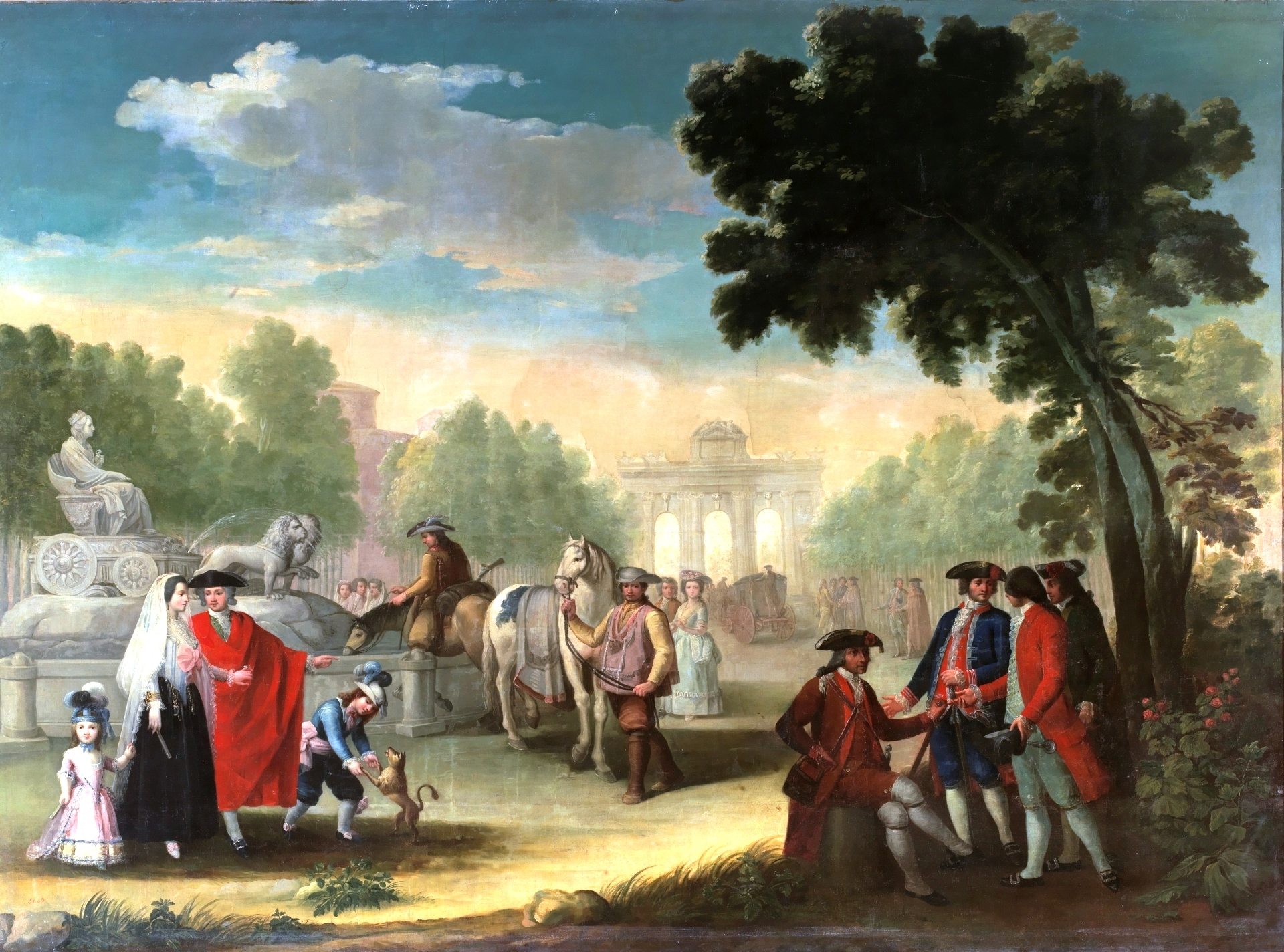
La Puerta de Alcalá vista desde Cibeles, una obra de Ginés Andrés de Aguirre (1785)

El superintendente de la obra era Alonso Pérez Delgado, corregidor de la villa al comienzo de las obras. El arco se decide construir en un lugar elevado, más arriba que las precedentes puertas de Alcalá. En aquella época era el límite exterior de Madrid, adosada desde sus comienzos a la cerca que rodeaba la ciudad. Habían pasado siete años desde el comienzo de las obras para la construcción de la Puerta de Alcalá cuando el mismo Sabatini dirige quejas ante el nuevo corregidor de la villa debido a la lentitud de las mismas. José Antonio Armona, Corregidor de la Villa, convoca a los constructores para que se comprometieran a su finalización en el plazo de un año. Se inauguró la puerta en 1778 como auténtica puerta y acceso de Madrid, ya que a ambos lados de ella seguía existiendo la cerca que delimitaba la ciudad por el este y que seguiría en pie hasta 1869, año en que se remodeló la plaza. Algunos viajeros extranjeros, procedentes de Europa, la describen en sus libros de viajes. Se convirtió en la entrada principal de la villa y en uno de los monumentos más representativos de su reinado, eje de las reformas que llevó a cabo en toda la zona este de la ciudad: Jardín Botánico, paseo del Prado, fuentes de Cibeles y Neptuno, entre otras.

### Primeros usos:sigloXIX
Tan pronto se acabó la construcción la puerta comenzó a ejercer su posición monumental en la ciudad. Sirviendo de paso y entrada triunfal, siendo decoro de fiestas y centro de diversas comitivas y festividades. En el año 1823 la puerta de Alcalá recibió el impacto de varios proyectiles durante la intervención de los Cien Mil Hijos de San Luis en apoyo de Fernando VII. Los efectos aún pueden contemplarse en su fachada exterior. En esta refriega pierde un ojo Bretón de los Herreros al enfrentarse a las tropas de avanzadilla lideradas por el mariscal Bessières. De esta lucha el duque de Frías escribe un poema: 

La ancha puerta que regia y ostentosa

al vasto circo matritense guía,

 forzada por gente sediciosa 

 fácil entrada al agresor cedía, (...)

El 30 de julio de 1854, el duque de Vistahermosa atravesó la puerta de Alcalá proveniente de Vicálvaro, donde había sido derrotado. Venía blandiendo como trofeo una lanza del enemigo, por lo que desde entonces fue apodado por los madrileños “Longinos”, como el soldado romano del cual se dice que atravesó con su lanza el costado de Cristo. Poco a poco comienza a aparecer una nueva forma de transporte que en forma de omnibuses y de medios de transporte privados comienza a colapsar su tráfico tras la apertura al público de los jardines del Buen Retiro en 1876. Este nuevo fenómeno de congestión hizo que se comenzara a remodelar la zona para que fuese adecuada a la nueva forma de transporte. 
La puerta de Alcalá se moderniza, y se diseña un entorno más adecuado en forma de plaza a su alrededor. Uno de sus primeros diseñadores de este espacio el urbanista Ángel Fernández de los Ríos que durante la «Gloriosa» accede al cargo de concejal en la Presidencia de Obras. Decide la denominación: plaza de la Independencia en honor a la independencia española y concretamente a los defensores de Zaragoza. Pretende descongestionar el creciente tráfico de vehículos en la Puerta del Sol creando diversos centros en Aragón. Para ello decide Fernández de los Ríos hacer que salgan radialmente ocho calles de la nueva plaza y las denomina: Sagunto, Numancia, Covadonga, Granada, Padilla, Bravo, Maldonado y Lanuza. En 1866 en las cercanías de la plaza se sentencia a muerte a los sublevados del Cuartel de San Gil, que acaban fusilados en las paredes de la vecina plaza de toros. La Puerta se engalana en las grandes ocasiones, y en algunas de ellas exhibe juegos de luces como en el que se hizo en un recibimiento a Alfonso XII. 
En 1872 el Ayuntamiento de Madrid decide realizar la transformación propuesta e inicia su construcción junto con el barrio de Salamanca gracias a la intervención del marqués de Salamanca. Las intervenciones realizadas sobre la plaza posteriormente a mediados del siglo XX (debidas a los arquitectos: Secundino Zuazo y Pascual Bravo) dejaron el entorno inalterable desde mediados del siglo XIX hasta la actualidad. La plaza de toros que había en sus inmediaciones se clausura el 19 de abril de 1874 y se abre una nueva en el solar que ocupa en la actualidad el Palacio de Deportes, inaugurándose el 4 de septiembre de 1874 hasta su cierre posterior en 1934, plaza que se acaba trasladando a Las Ventas. En el año 1886, a escasos quinientos metros de la puerta de Alcalá, se inaugura una estatua ecuestre de Baldomero Espartero.

### Época moderna:sigloXX

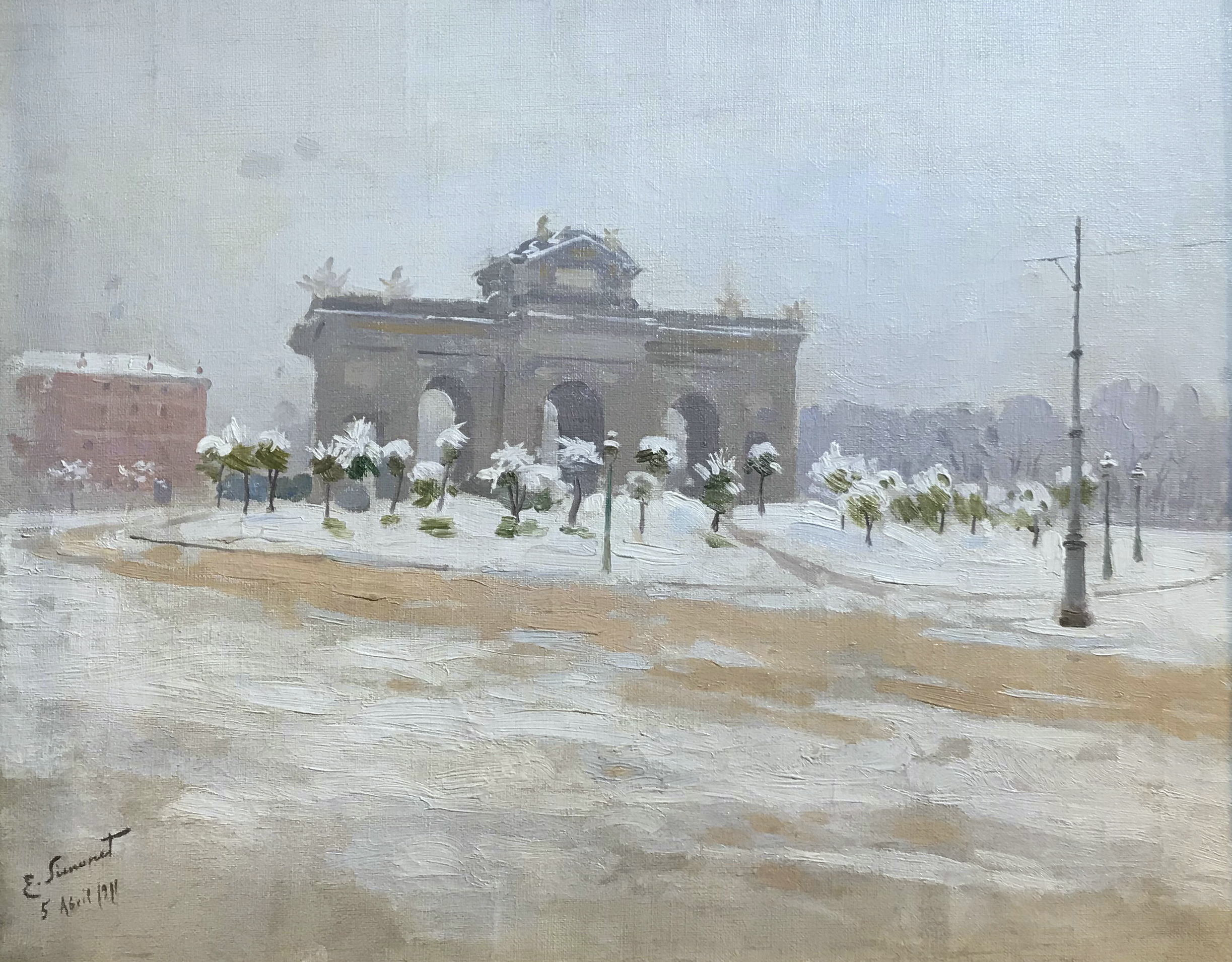
La Puerta de Alcalá en una obra de Enrique Simonet (1911)

Desde la puerta de Alcalá apenas se contemplan los derribos para la construcción de la Gran Vía. El aumento de tráfico vial se empieza a sentir en toda la ciudad. El cinco de enero de 1920 una comitiva funeraria despide en la puerta el féretro de Benito Pérez Galdós, unos 20 000 madrileños acompañaron su ataúd hacia el cementerio de la Almudena. Tras una semana de diversos atentados anarquistas en Barcelona, el 8 de marzo de 1921, junto a la Puerta de Alcalá, el presidente del Consejo de Ministros y alcalde de Madrid, Eduardo Dato, fue tiroteado desde una motocicleta con sidecar cuando viajaba en su coche después de salir del Senado en dirección a su vivienda en la calle Lagasca. El atentado ocurre entre las calles de Olózaga y Serrano. El Presidente Dato recibió dos impactos de bala directos en el cráneo, ambos mortales de necesidad y el resto hirió levemente al conductor, así como al sargento de ingenieros Manuel Ros y al ayudante Juan José Fernández Pascual. Era esta toda la escolta que llevaba Dato. Los asesinos huyeron por la calle de Serrano. El ayuntamiento años después, mientras se construía el tercer tramo de la Gran Vía le dedicó su nombre cuando comenzaron en 1925 y finalizaron en 1931. Debido al incremento de tráfico rodado en la zona los gases empiezan a afectar la puerta degradando sus piedras.
En la Guerra Civil Madrid fue leal a la República e hizo que la puerta sufriera los efectos de la retaguardia en la denominada defensa de Madrid. La puerta era un espacio ideal para la propaganda, es por esta razón por la que colgaron carteles con los retratos de diversos líderes de la Unión Soviética. Durante la defensa de Madrid y con motivo del 20 aniversario de la revolución de octubre la puerta de Alcalá fue engalanada, con el consentimiento de las autoridades municipales republicanas, por la Asociación de Amigos de la Unión Soviética con retratos de los líderes soviéticos Litvinov, Stalin y Voroshilov (en los tres arcos de medio punto), el escudo de la Unión Soviética (por encima de la inscripción Real de Carlos III y ocultando la misma) y un letrero con la leyenda "Viva la U.R.S.S." Tras la Guerra Civil sirvió como altar de misas para la celebración de la "liberación de Madrid".

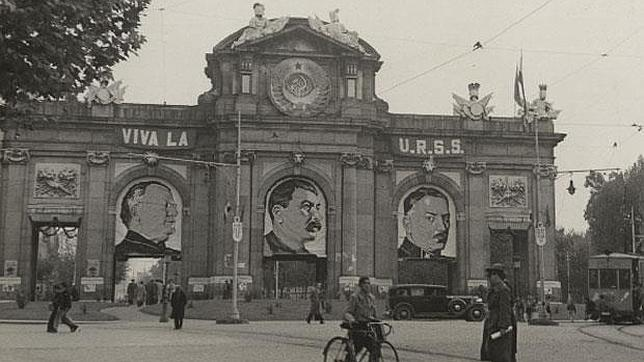
Fotografía de la Puerta de Alcalá decorada con los rostros de Stalin, Litvínov y Voroshilov y propaganda de la Unión Soviética, principal aliada internacional del bando republicano durante la guerra civil española (1936-1939)

Al final de la Guerra Civil (8 y 9 de marzo de 1939) la plaza de la Independencia fue un casual campo de batalla debido a los enfrentamientos del golpe del coronel Casado con tropas comunistas que avanzaban por la calle de Alcalá hacia el Ministerio de Hacienda. Los comunistas llegarían a tomar por algunas horas el Palacio de Comunicaciones, mientras que los casadistas resistían en el Ministerio de la Marina, Ministerio de la Guerra y Banco de España. Ya a comienzos del año 1976 se le declara un Monumento Histórico-Artístico de carácter nacional. Durante las fiestas de Navidad, el Ayuntamiento de la ciudad instala un belén bajo el arco central. En 1968 se diseña y construye en los alrededores un rascacielos denominado Torre de Valencia que genera gran polémica por estar demasiado presente en la perspectiva que se tiene desde la plaza de Cibeles hacia la puerta de Alcalá.
En plena movida madrileña de los años ochenta, los componentes del grupo musical Suburbano Bernardo Fuster y Luis Mendo, junto a Francisco Villar, compusieron una canción llamada La Puerta de Alcalá en la que narran la historia del monumento. Grabada en 1986 por los cantantes Víctor Manuel y Ana Belén dentro de su disco Para la ternura siempre hay tiempo. Esta canción se convirtió en un gran éxito popular. 
En el año 1993 la puerta fue sometida a la restauración más importante de su historia. Durante el tiempo que duraron las obras, estuvo tapada por una lona con dibujos del humorista gráfico Antonio Mingote en los que aparecían diversas escenas madrileñas. El dibujo original puede contemplarse actualmente en el Museo de la Ciudad.

### Actualidad

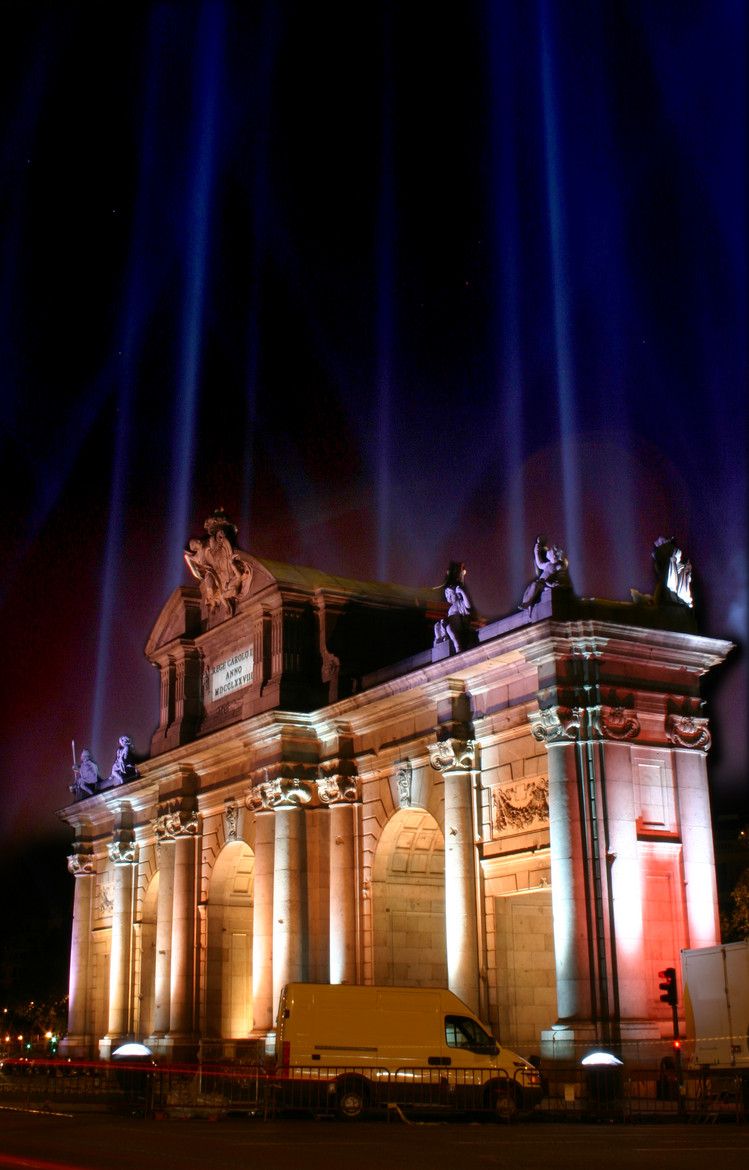
Puerta de Alcalá iluminada con motivo de la boda del príncipe Felipe

La puerta de Alcalá forma parte de los recorridos turísticos típicos de la ciudad, por encontrarse de camino entre la Cibeles y el Retiro. En 2001, dentro de un proyecto de la UNESCO de donación de libros para Centroamérica, la puerta se cubrió con 45 000 ejemplares siguiendo un proyecto ideado por la artista Luz Diarriba. En 2004, con motivo de la boda del príncipe Felipe, la puerta tuvo durante varias días, como otros monumentos de la ciudad, una iluminación especial realizada por el interiorista Pascua Ortega. En 2006, durante la celebración de La Noche en Blanco, el artista Daniel Canogar la utilizó como fondo para la proyección de una instalación en la que cientos de personas parecían deslizarse sobre su fachada. En el verano de 2006 la plaza de la Independencia fue sometida a unas obras de mejora para transformarse en glorieta. Con este motivo, se clausuró el paso subterráneo de peatones que cruzaba la calle Alcalá y se sustituyó por un paso en superficie, desde el que, desde entonces, los paseantes tienen un mejor acceso a la puerta.

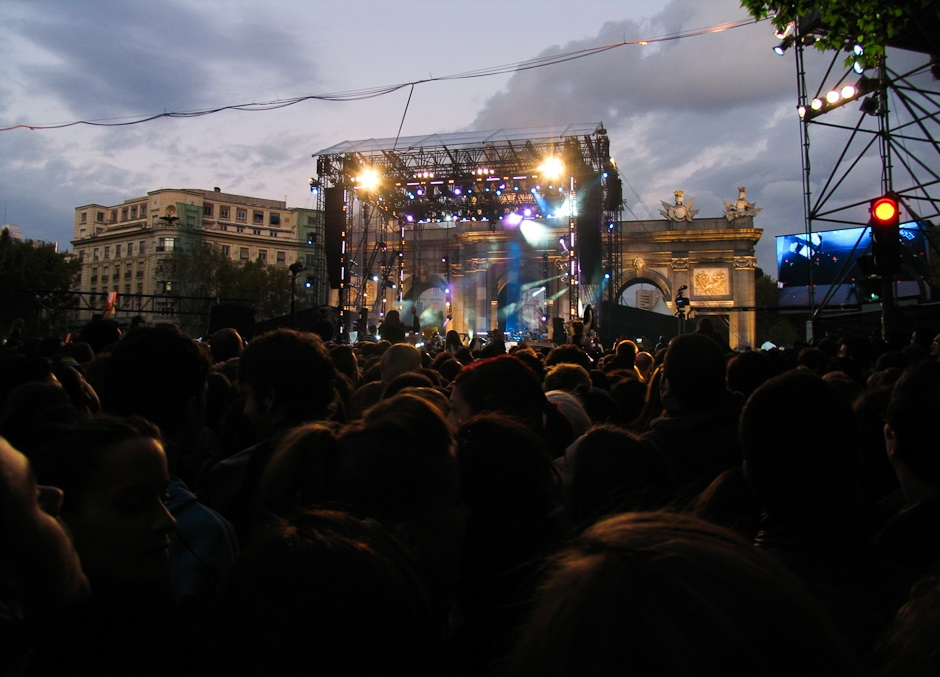
Imagen de la Puerta de Alcalá durante un concierto perteneciente a los MTV EMA 2010.

Se empleó la puerta como telón de fondo para que el 6 y 7 de noviembre de 2010 se celebraran conciertos pertenecientes a los EMA (Europe Music Awards), organizada por la cadena musical MTV siendo esta la primera vez en celebrarse en Madrid con Eva Longoria como presentadora del evento. Más tarde los premios se dieron en La Caja Mágica.
En agosto de 2011 la puerta de Alcalá fue el escenario del acto de bienvenida al papa Benedicto XVI con motivo de la XXVI Jornada Mundial de la Juventud Madrid 2011. El papa atravesó la puerta acompañado de jóvenes de los cinco continentes.
Actualmente es uno de los tantos monumentos que forman parte del Paisaje de la Luz, un paisaje cultural que fue declarado Patrimonio de la Humanidad el 25 de julio de 2021.

## Descripción

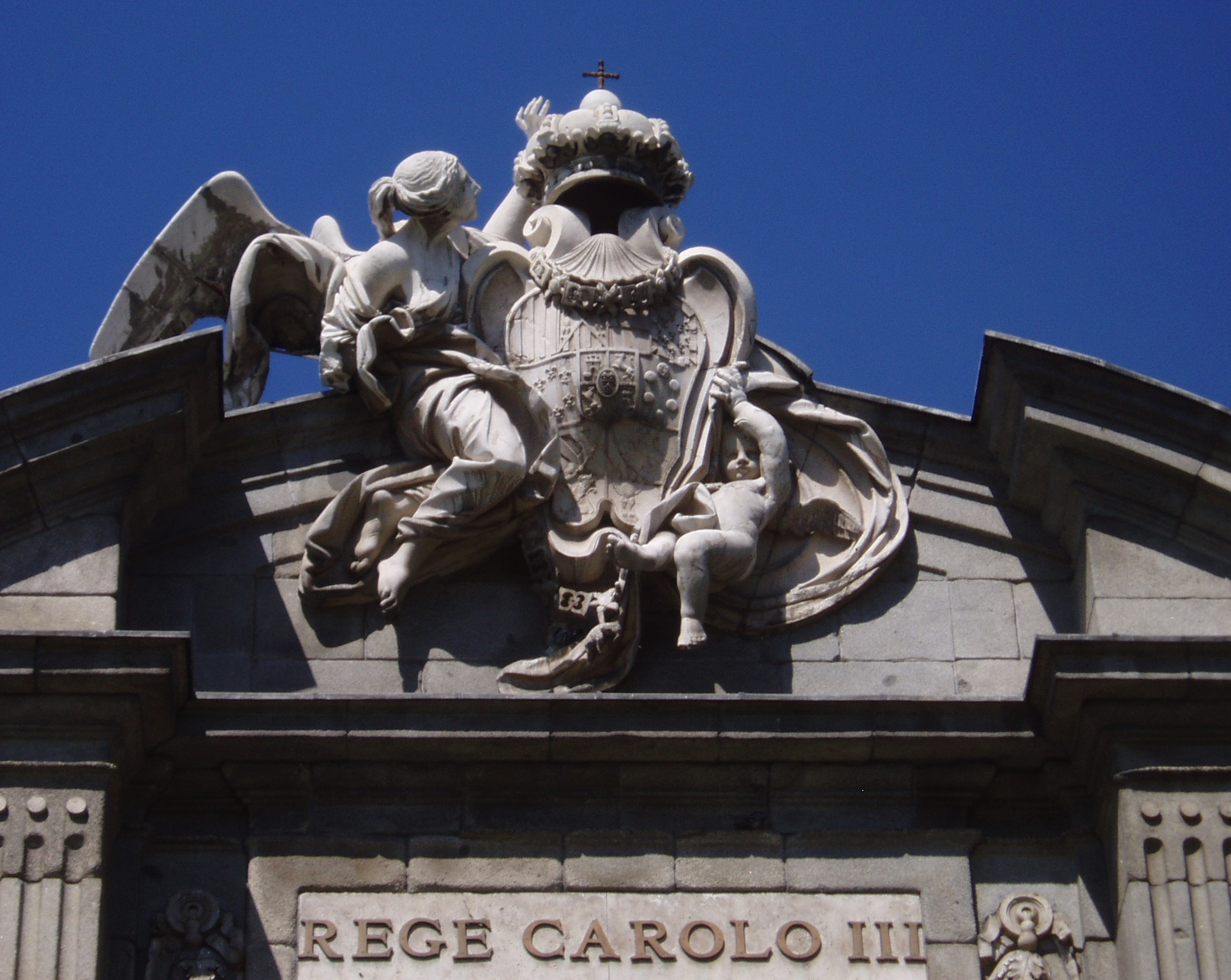
El escudo de armas sostenido por la Fama (sin su trompeta que soportaba en el brazo derecho que aparece amputado) y el Genio en forma de niño

La puerta fue construida mediante el empleo de dos tipos de piedra: sillería de piedra berroqueña para los elementos de sujeción estructural y por otro lado los elementos decorativos y ornamentales se desarrollaron en piedra blanca procedente de las canteras de Colmenar de Oreja: angelotes, escudos, armas, yelmos. Concretamente de calizas fosilíferas de characeas de carbonato cálcico de pureza al 99 %. Estos dos elementos constructivos son muy habituales en la arquitectura madrileña de la época de finales del siglo XVIII. Por otra parte la cubierta de los frontones consiste en planchas de plomo. La fachada exterior mira al este, mientras que la interior lo hace al oeste. En el intradós del primer arco la Dirección General del Instituto Geográfico ha colocado una placa indicando que la altura sobre el nivel medio del mediterráneo en Alicante es de 658.6 metros. 

### Arquitectónica

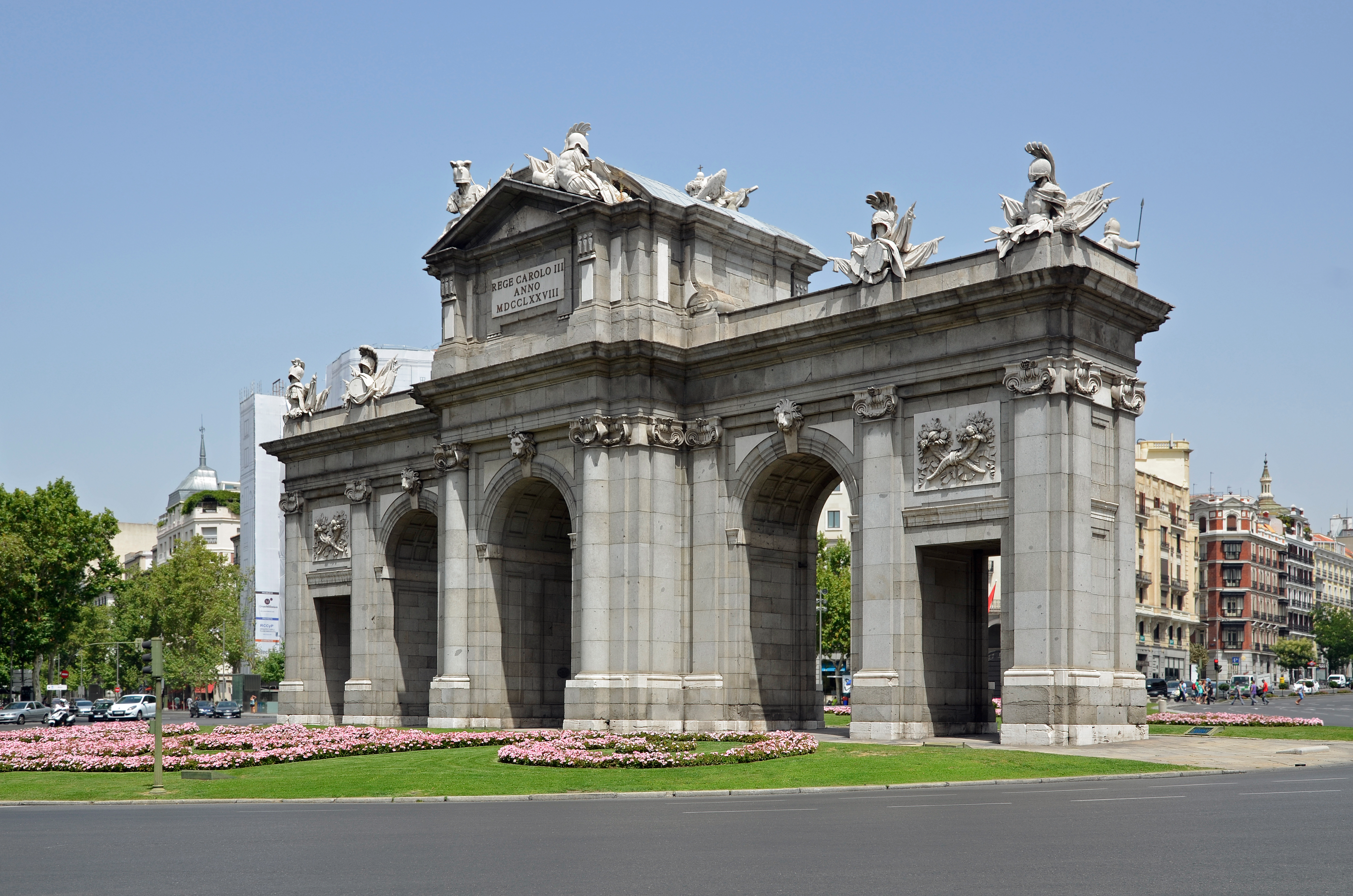
Fachada oeste de la Puerta de Alcalá.

La puerta de Alcalá desarrolla su arquitectura en tres cuerpos, los dos laterales a inferior altura que el central. Entre sus tres cuerpos se reparten cinco vanos en total: tres con arco de medio punto, con claves acabados en sus dovelas con mascarones con formas de cabezas de león (lado oeste o interior) y sátiros (lado este o exterior), y dos laterales con arcos adintelados decorados sobre ellos con sendos pares de tarjetones con relieves de cornucopias cruzadas (lado oeste o interior) y motivos florales en forma de guirnaldas (lado este o exterior). Estos vanos centrales ya disponían, a los pocos años de su construcción, de rejas que se cerraban al tráfico todos los días al atardecer. En la actualidad pueden observarse los bujes sobre los que se soportaba y giraba este enrejado. Los otros vanos exteriores están destinados al paso de peatones. En planta el cuerpo central sobresale del de los costados.

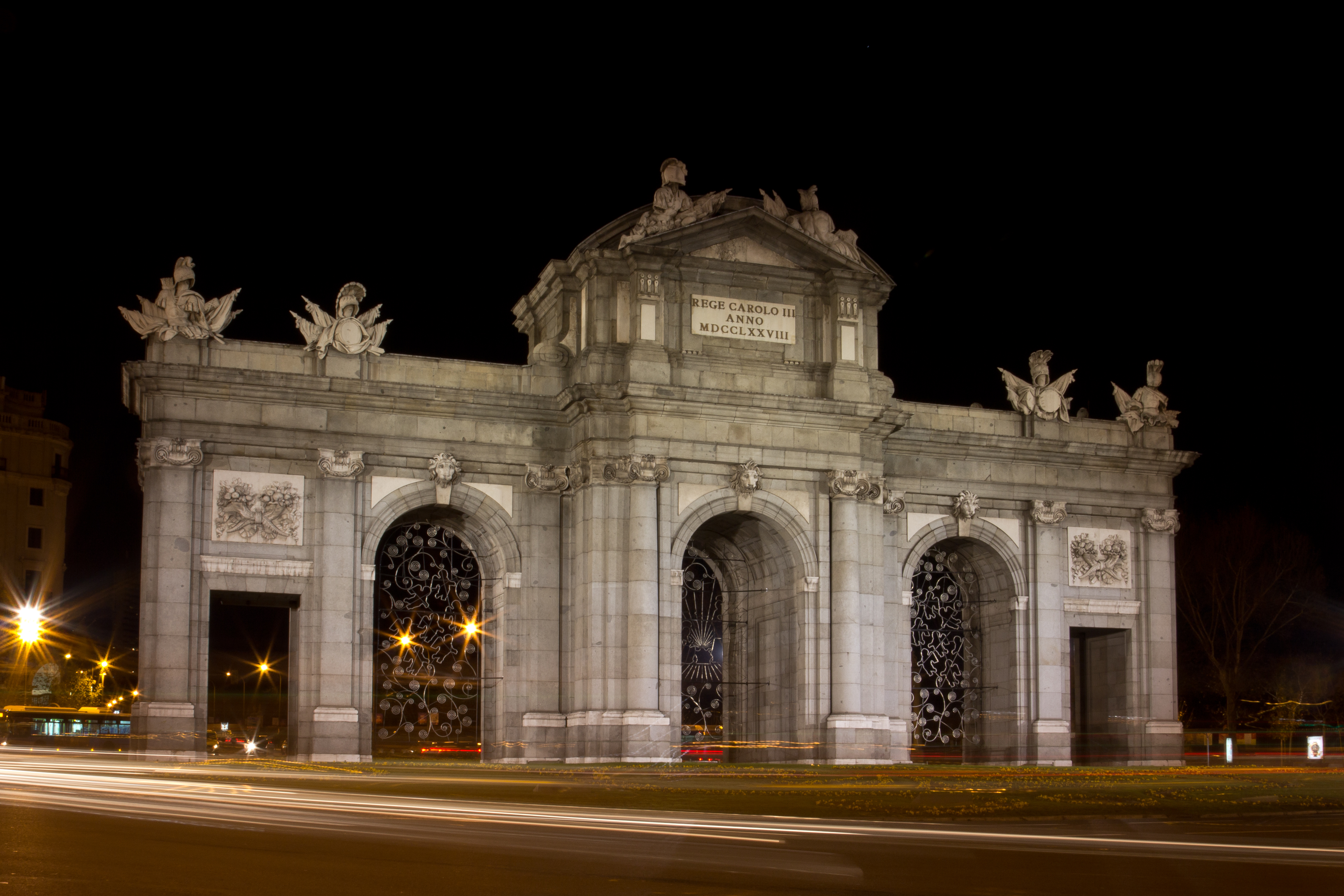
Vista nocturna de la Puerta de Alcalá

La fachada exterior, aquella que mira hacia el este, presenta diez columnas de granito de Segovia adosadas. Todas ellas lisas y sin estrías. En la interior, la que mira hacia la ciudad, se sustituyen las seis exteriores por pilastras y solo dos pares junto al arco central siguen siendo columnas. Todas ellas se apoyan sobre un zócalo. Los capiteles son de orden jónico y sobre ellos se apoya una cornisa. Son del mismo diseño que hizo Miguel Ángel para la fábrica del Capitolio en Roma. Se hicieron traer los modelos en la época para adaptarlos al diseño de la puerta.

### Decoraciones
Los artistas principales de las decoraciones son dos: el escultor español Francisco Gutiérrez (escudos y angelotes del exterior) y el francés Roberto Michel (leones, cornetas y demás decoraciones del interior). Michel estuvo afincado en Madrid al servicio de los Borbones durante cerca de cuarenta años y su apogeo coincide con el reinado carolino. Gutiérrez y Sabatini posiblemente fueran amigos desde su estancia anterior en Roma. Se trata de los dos escultores que trabajaron anteriormente en la Fuente de la Cibeles. Es quizás esta la razón por la que se elige a estos dos escultores en detrimento de Felipe de Castro que era el principal escultor de la Villa en ese momento. Se sabe que la ornamentación comenzó a realizarse en los talleres de los respectivos talladores en el año 1773 y que en marzo de 1778, a pesar de haber acabado su labor, la mayoría de las piezas ornamentales se encontraban sin asentar en la cornisa de la Puerta.

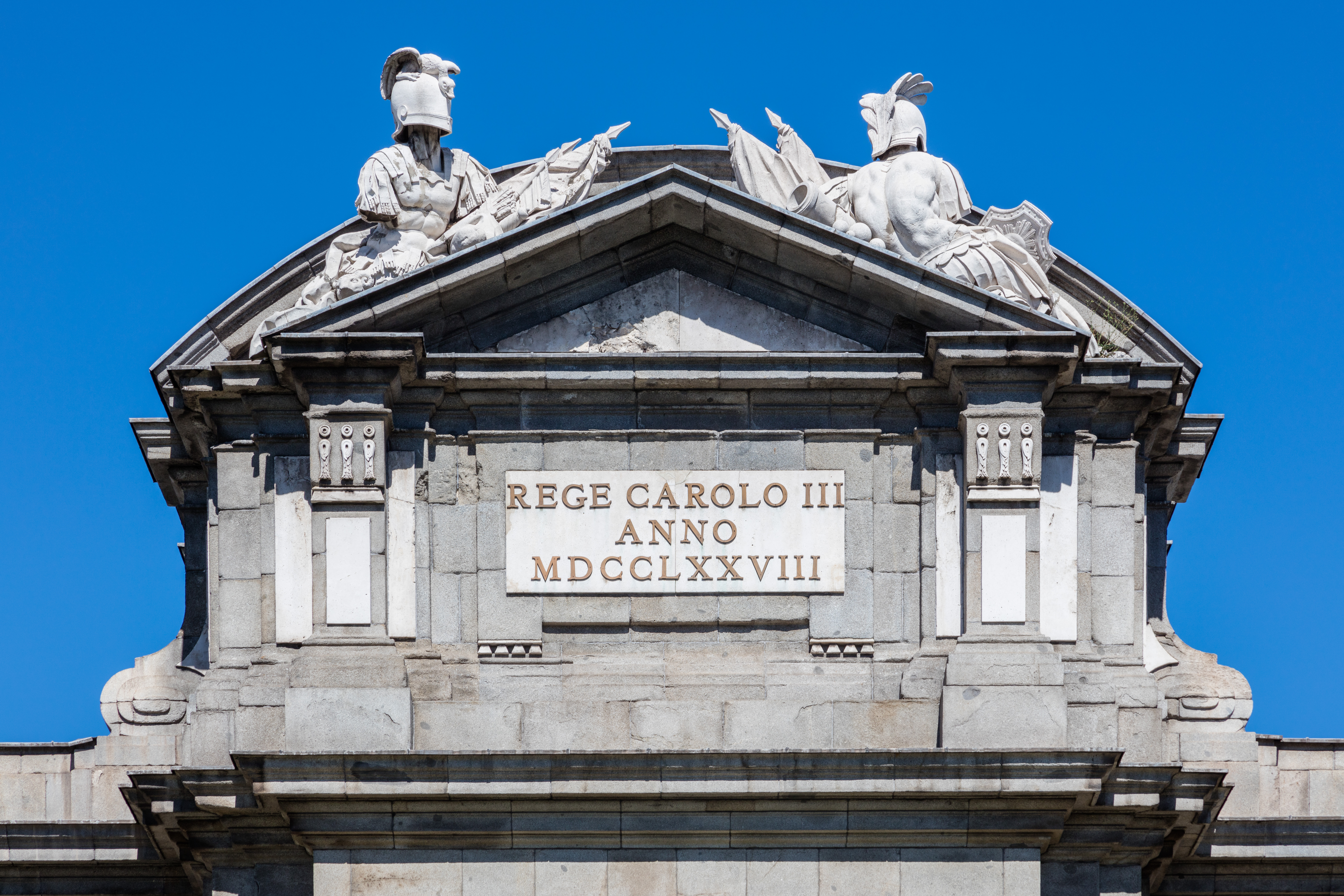
Inscripción del frontón con sus dos «torsos»

Algunos estudiosos de la puerta de Alcalá destacan, al contrario de lo que es costumbre en los arcos de triunfo romanos y tal y como Chueca Goitia menciona, la ausencia del busto del rey Carlos III. Tampoco aparece mención explícita de algún hecho destacable de su reinado. Bien sea por inscripción latina o relieve grabado sobre la piedra granítica de la puerta. 
Sobre el vano central, en los áticos de ambas fachadas, figura en el frontón una inscripción en latín con el lema en tres líneas:

REGE CAROLO III 

ANNO 

MDCCLXXVIII

Sobre la inscripción exterior figura un escudo de armas real sostenido por la Fama (representada sin su característica trompeta) y el Genio en forma de niño. La trompeta era un atributo muy común en la fama, siendo un instrumento con el que se anuncia la magnificencia del rey. Se desconoce si la trompeta de la Fama estaba en los diseños iniciales, o si simplemente se quitó posteriormente. El escudo era visible, por lo tanto a aquellos que entraban en la ciudad. El conjunto posee una similitud con el conjunto escultórico que corona el sepulcro de Fernando VI en las Salesas Reales de Madrid. Se representan en el otro lado trofeos de guerra, pudiéndose observar armas antiguas entremezcladas con modernas. A pie de calle se puede observar penachos de cascos o morriones, las banderolas y estandartes desordenados que se suponen corresponden a un enemigo ya vencido. Estas representaciones alegóricas vienen a indicar el poder absoluto del rey entrante: Carlos III. 
En la fachada interior, sobre los arcos laterales, figuran las cuatro virtudes cardinales representadas en cuerpos de niños: Prudencia, Justicia, Templanza y Fortaleza. Se creyó durante algún tiempo que las figuras correspondían a amorcillos, debido en parte a que estas Virtudes Cardinales se habían representado anteriormente con figuras femeninas (tal y como puede verse en el cuadro de Las Virtudes de Rafael). Los niños habían sido empleados habitualmente como elementos decorativos del barroco. Estas representaciones alegóricas hacen referencia a las virtudes destacables en Carlos III. Todos estos motivos ornamentales fueron tallados en piedra caliza de Colmenar, como las cornucopias, por el abulense Francisco Gutiérrez Arribas y su estilo más barroco contrasta con el estilo neoclásico de la puerta.

## Programa iconográfico
La puerta de Alcalá muestra decoraciones en sus dos lados ligeramente diferentes, dependiendo de si el lado observado es el interior, o el exterior. El lado exterior mira al este y es considerado como tal debido a que era el lado que veía un viajante que accede a la ciudad, por el contrario la cara oeste es la que ve una persona que abandona la ciudad. El lado oeste es considerado como el interior. Carlos III quiso edificar la puerta como un símbolo conmemorativo de su primera entrada en Madrid, a la vez que conseguía el embellecimiento de la ciudad por una de sus entradas principales. Los elementos decorativos del exterior fueron realizados por Francisco Gutiérrez, mientras que los del interior por Roberto Michel.

### Comparativa de fachadas
En los claves de los tres arcos de medio punto que miran al este se pueden observar unos mascarones en forma de cabeza de sátiros. Se consideraban antiguamente espíritus de los bosques en la Antigua Grecia. Cuando se representaban junto a motivos decorativos florales o frutales eran considerados como símbolo de fertilidad. Cabe pensar que un viajante de aquella época veía este lado al venir del campo, y es probable que se quisiera indicar la fertilidad de un nuevo rey. En los mascarones del lado interior se puede observar en las claves de los arcos unas cabezas de leones. Las cabezas vienen a indicar la soberanidad, la vigilancia constante y el mantenimiento de la paz.

Mascarones en las claves en la Puerta (arcos de medio punto)
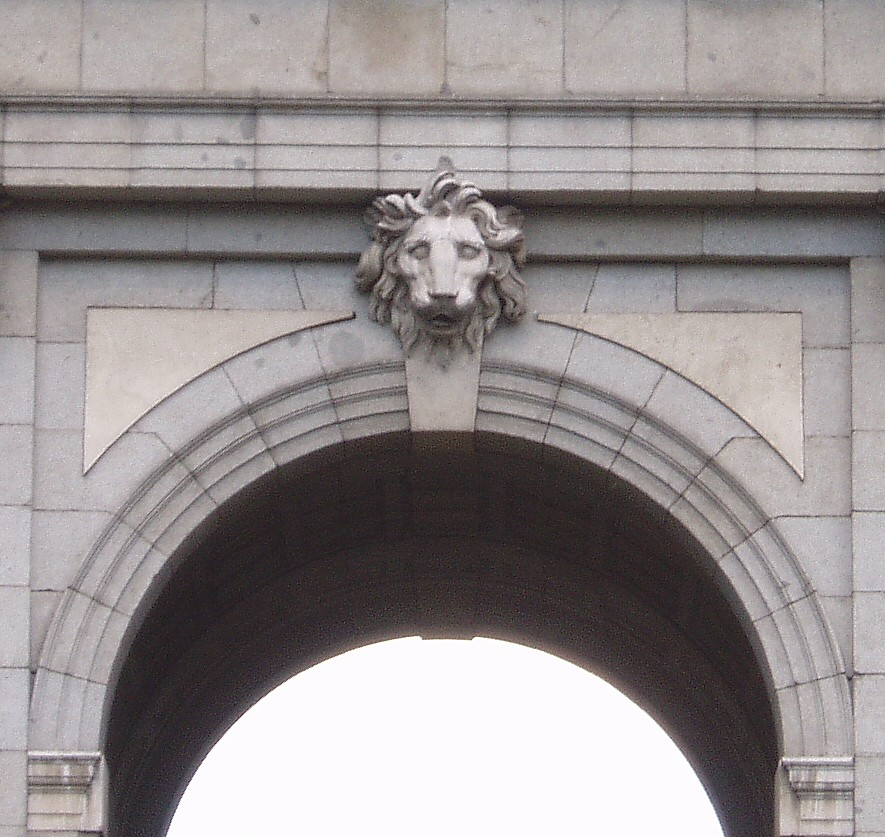
Cabeza de león en la parte del Oeste (interior)
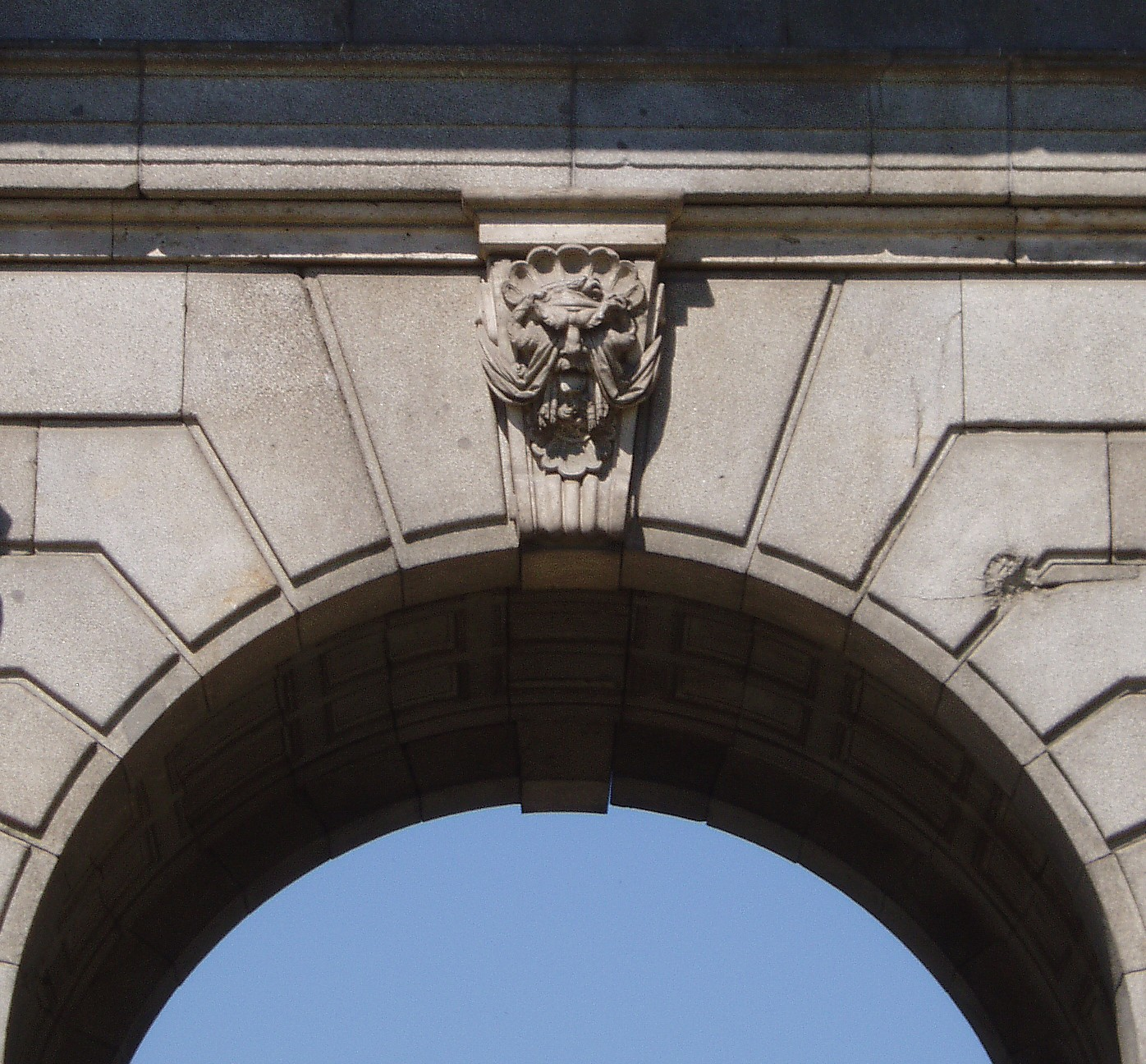
Cabeza de sátiro en la parte del Este (exterior)

Los tarjetones (de 3.34 metros por 1.67 de altura) ubicados en las partes superiores de los arcos adintelados puede observarse en el lado exterior unos motivos florales que refuerzan la idea de fertilidad ya descrita por las cabezas de sátiros. Este tipo de decoración era muy habitual en el barroco. En el lado interior se muestran las cornucopias como símbolo de abundancia. 

Tarjetones sobre los arcos adintelados
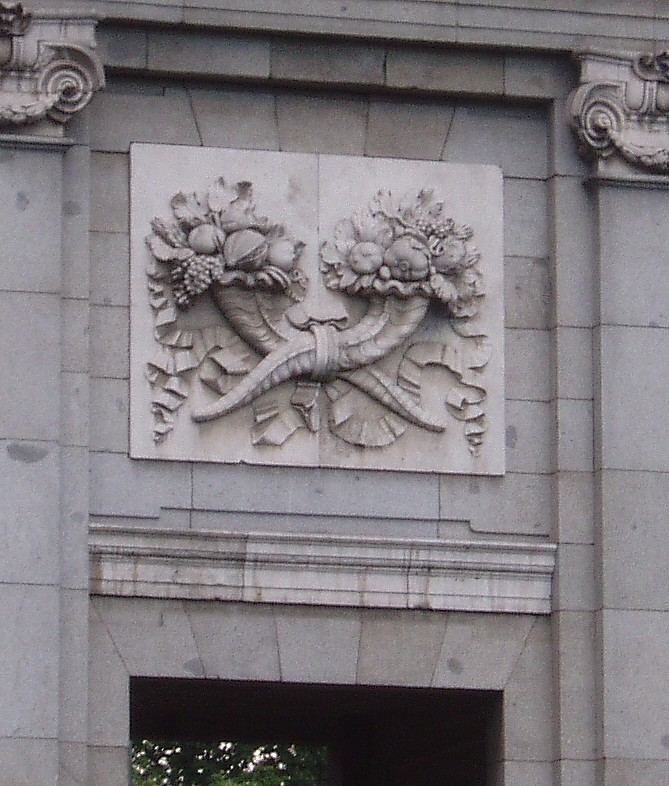
Cornucopia en la parte del Oeste (interior)
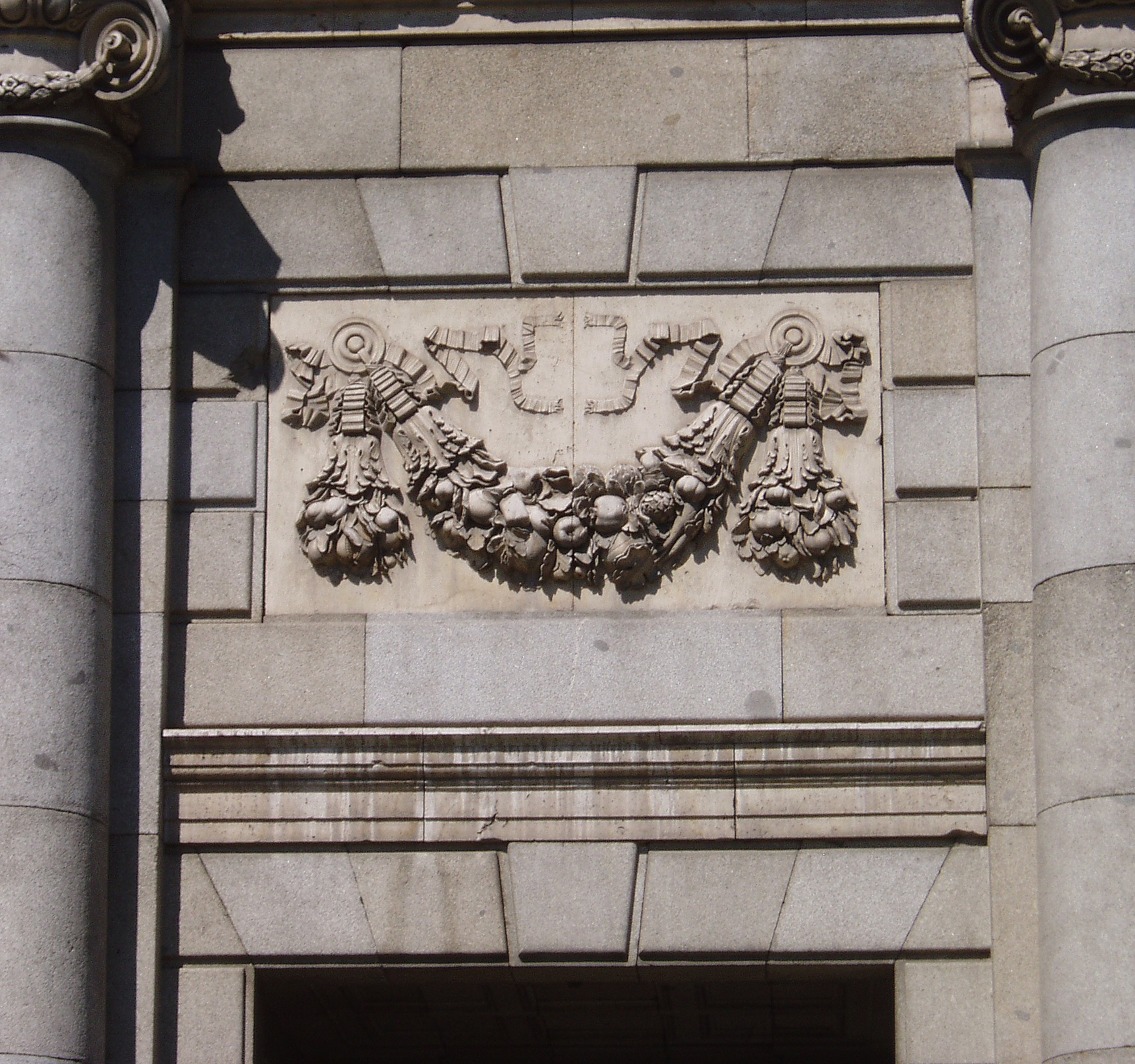
Florero en la parte del Este (exterior)

La cara oeste de la Puerta es la primera que veían los que se adentraban en la ciudad, es por esta razón por la que Sabatini colocó un escudo real coronando el frontón de la Puerta. El escudo es sostenido por la Fama y ayudado por un niño. En el interior se puede ver un conjunto de armas diversas y escudos abandonados que aparentemente parecen torsos de guerreros recostados. El conjunto viene a indicar alegóricamente el esfuerzo pacificador del rey. 

Figuras de los frontones
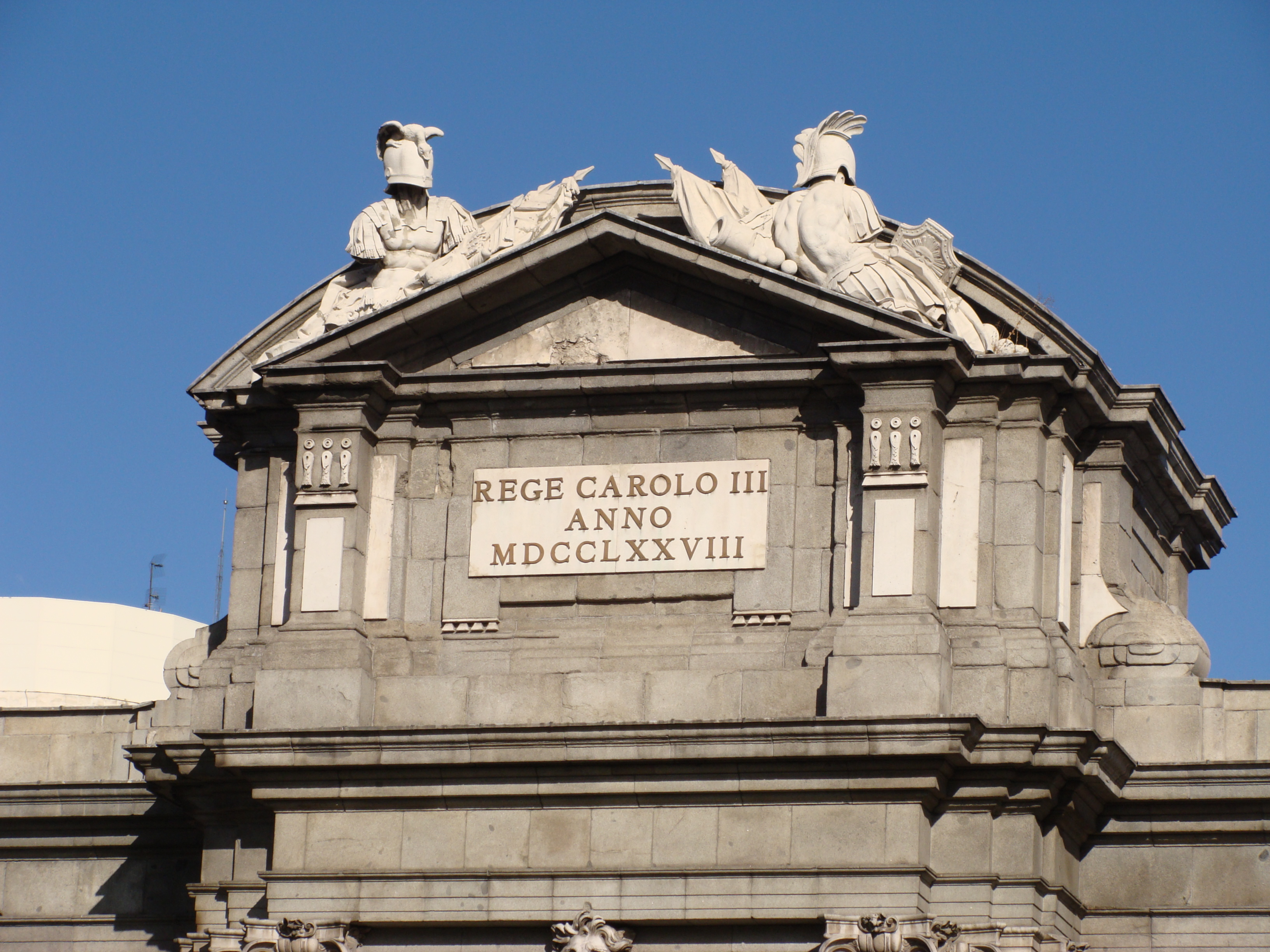
Trofeos de guerra recostados («torsos»)
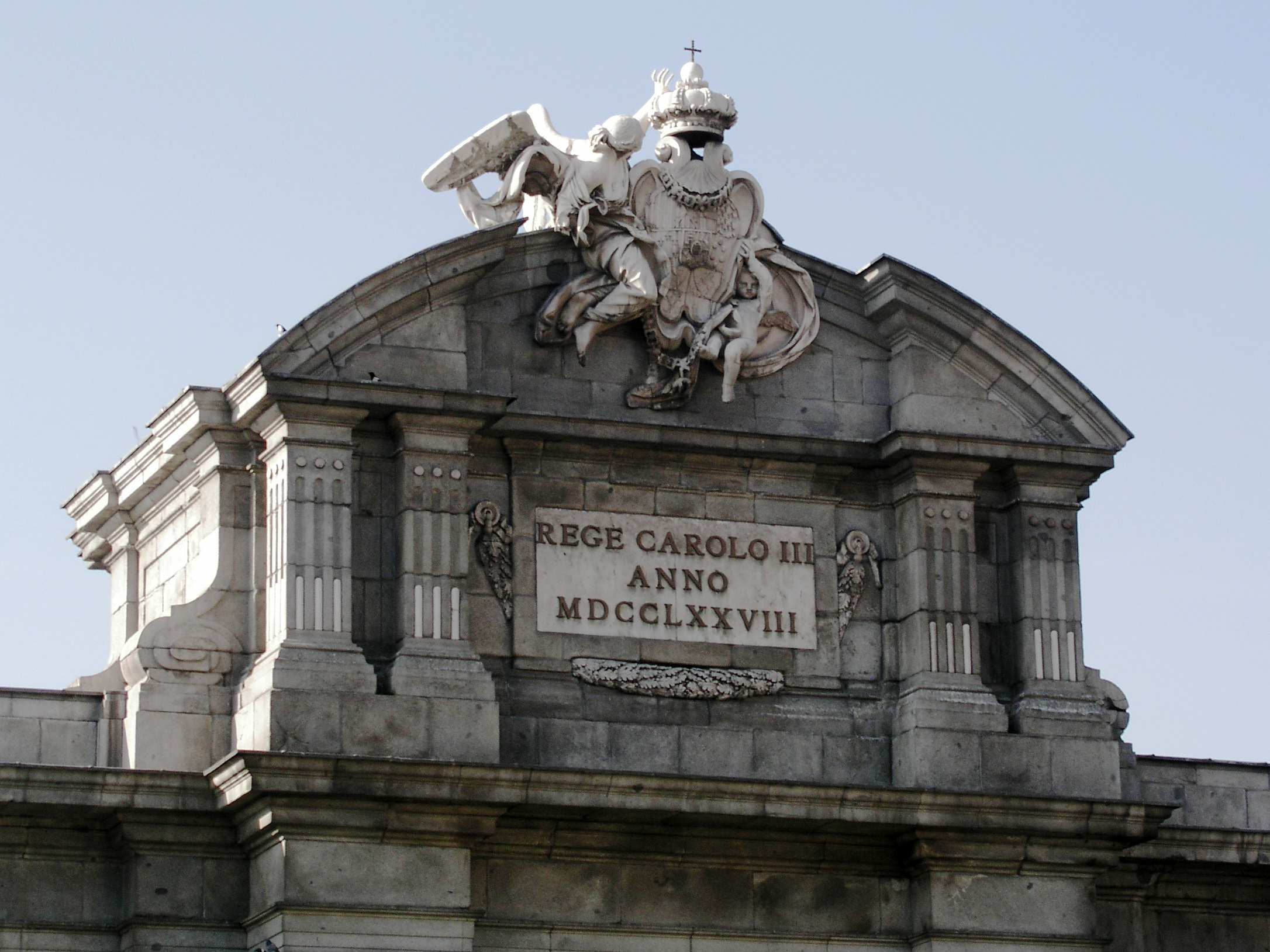
Escudo de Armas soportadas por la Fama

La fachada interior que da a la ciudad es más sencilla y sobria que la exterior. Las columnas se transforman en pilastras.

### Las cuatro virtudes
Los niños que coronan la puerta de Alcalá representan alegóricamente las cuatro virtudes cardinales. Fueron tallados por Francisco Gutiérrez. Algunos autores los denominan "ángeles de la paz". Lo original de esta propuesta de Sabatini es que hasta entonces las virtudes se representaban con figuras femeninas adultas. No obstante, los niños (Putti) habían sido empleados habitualmente como elementos decorativos del Barroco. En algunos casos los niños han perdido los atributos característicos para permitir distinguir con facilidad su origen:

Los niños representando las cuatro virtudes cardinales
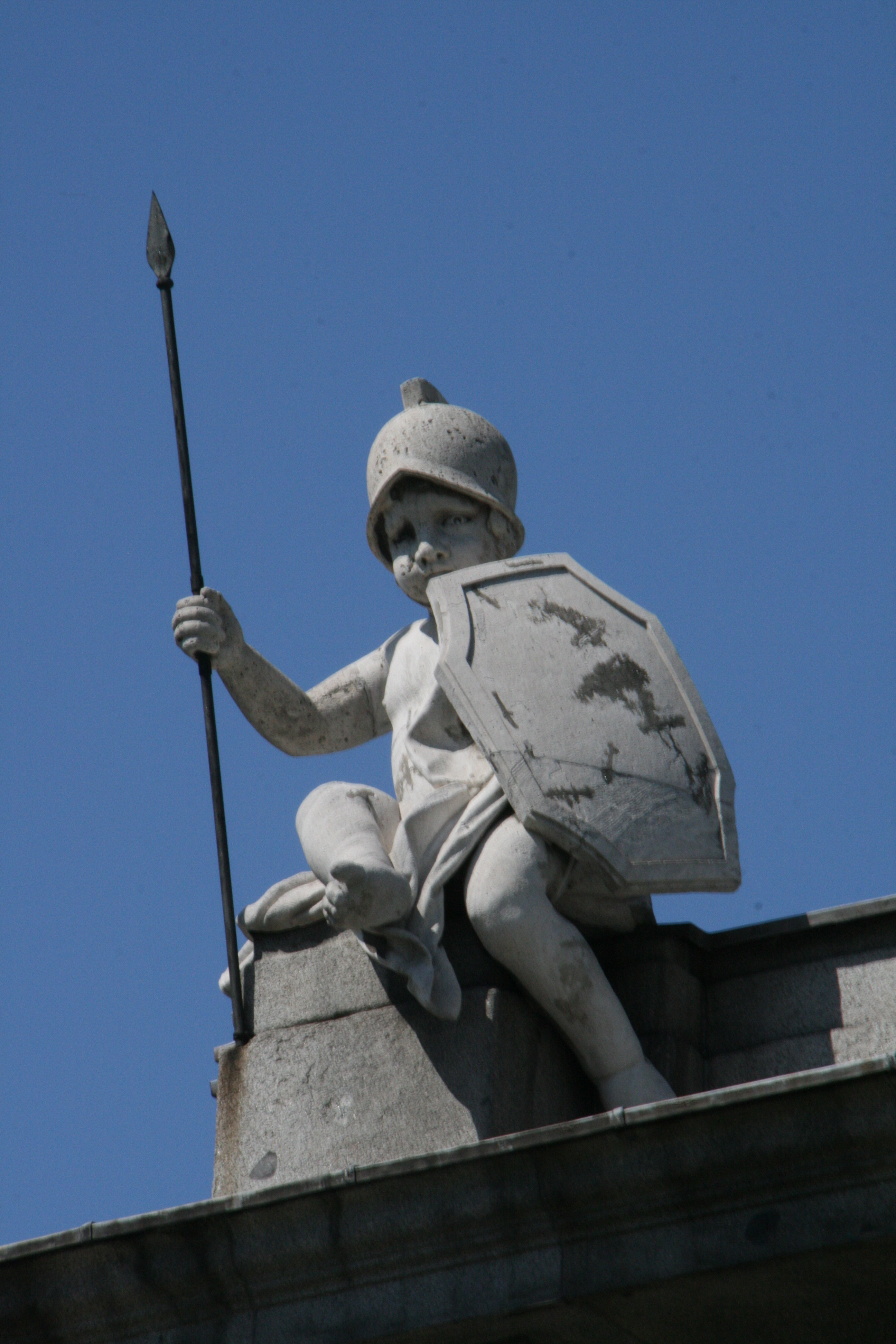
La fortaleza con su lanza y escudo
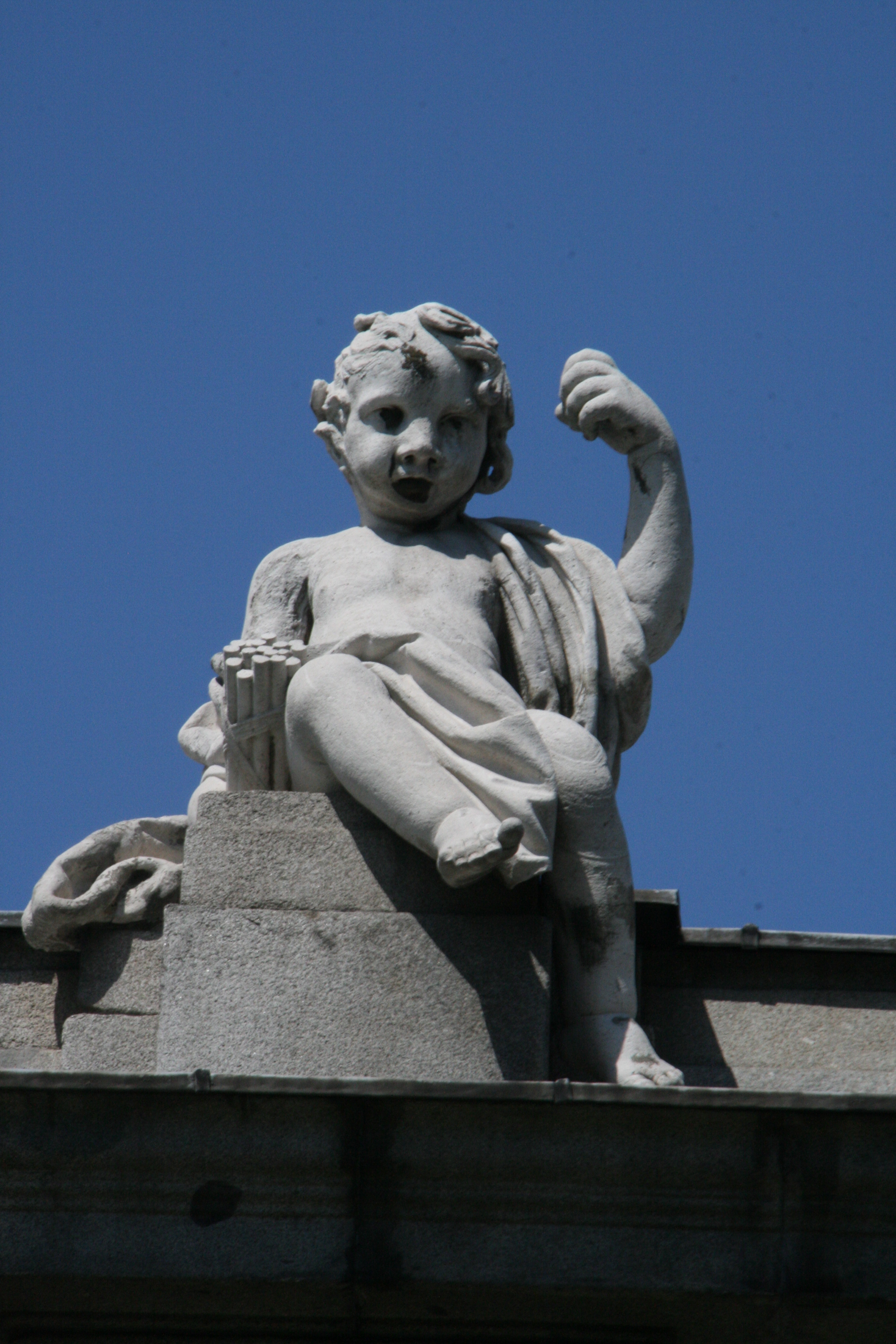
La Justicia se supone porta una balanza, tiene un fascio a su lado.
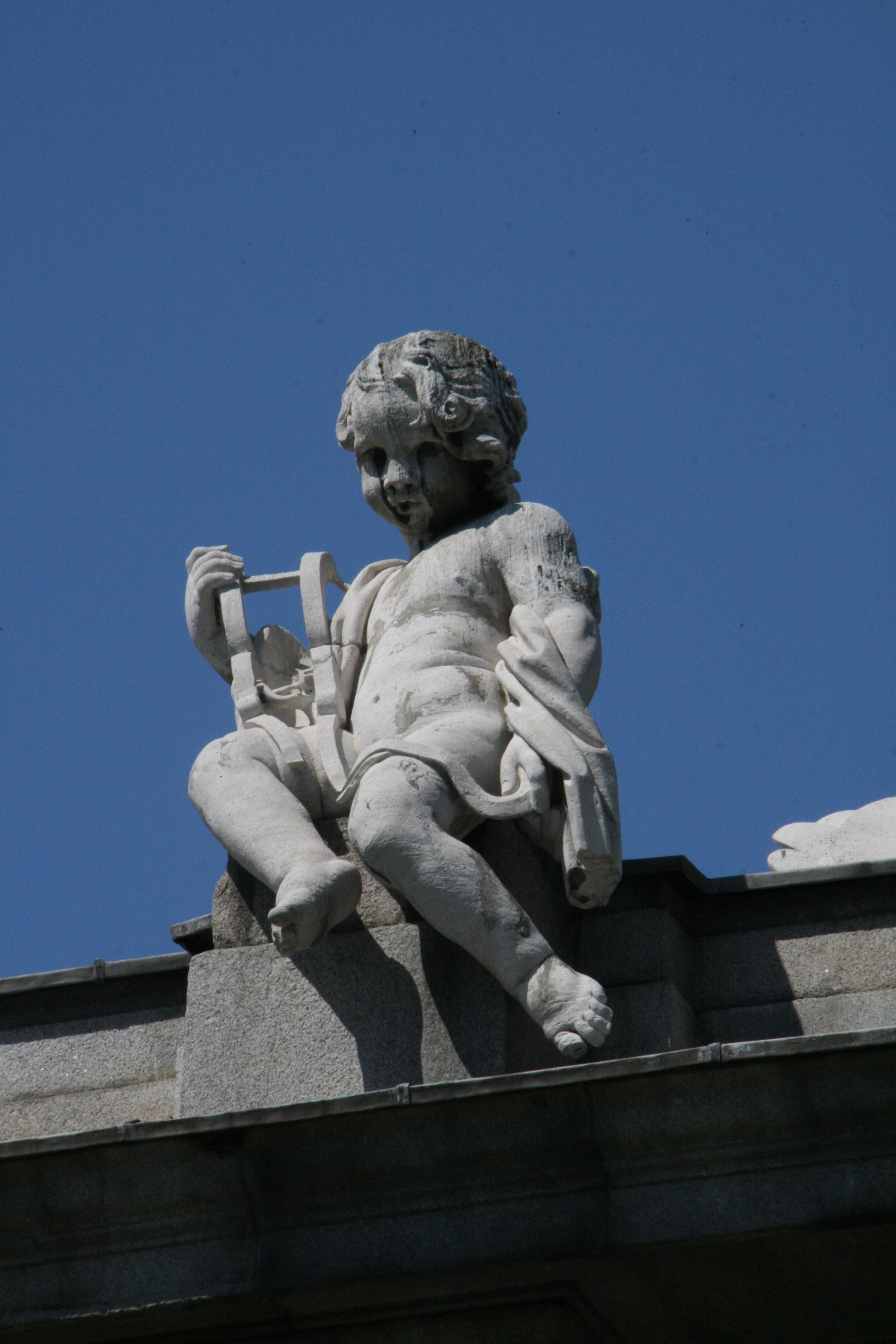
La Templanza con su estribo
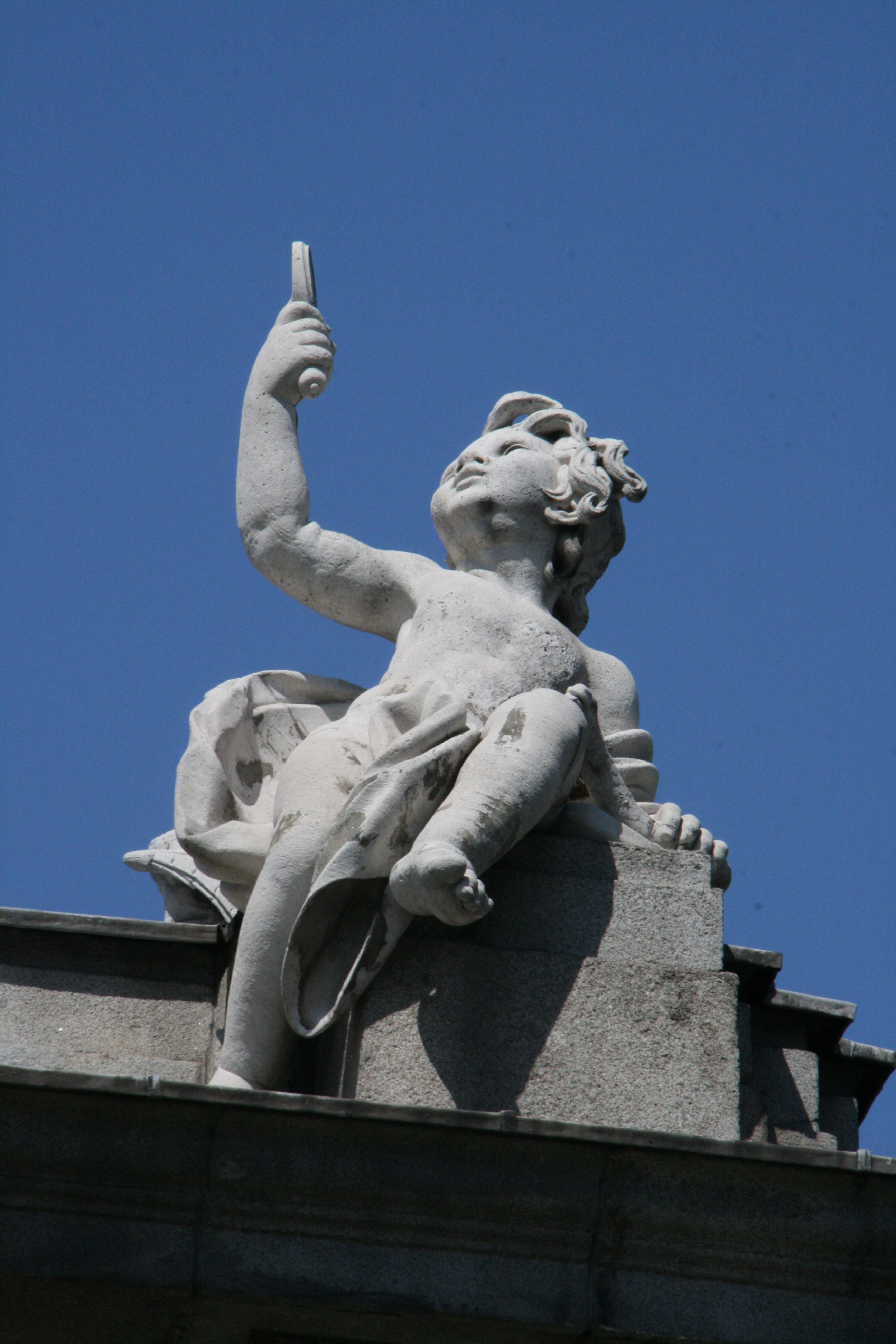
La Prudencia con su espejo

En la representación de la Prudencia aparece el niño sujetando un espejo con su mano izquierda. Anteriormente el pintor italiano Rafael en 1511, en su representación de las Virtudes Cardinales, representa a la Prudencia en el centro del cuadro mirándose en un espejo, curiosamente soportado por un cupido. Los atributos que aparecen este cuadro, y sus cupidos parecen inspirar a Sabatini en el diseño de las cuatro virtudes de la puerta de Alcalá. La Justicia se representa de tal forma que en la mano izquierda pende una balanza, mientras que en la derecha se yergue una espada desenvainada. El atributo de la balanza quizás haya desaparecido. La Fortaleza se suele representar alegóricamente con una columna, en este caso con sus armas correspondientes. Esta figura fue decapitada a comienzos del siglo XIX y se restauró en 1831. La Templanza es representada con un vaso en la mano, pero en este caso el niño lleva un estribo en su regazo. Algunos autores mencionan que es una lira.

### Escudos de la fachada oeste
Existen unas armaduras vacías ubicadas en el lado oeste obra del escultor francés Roberto Michel. Ramón Gómez de la Serna los define como armaduras vacías sin guerrero, colocadas en las perchas de la altura. Las armaduras parecen abandonadas, en forma de trofeos, en algunos casos erguidas debido a la presencia de un tronco. Todas ellas son alegoría de la exaltación de la paz.

Cuatro de las seis armaduras vacías con sus trofeos
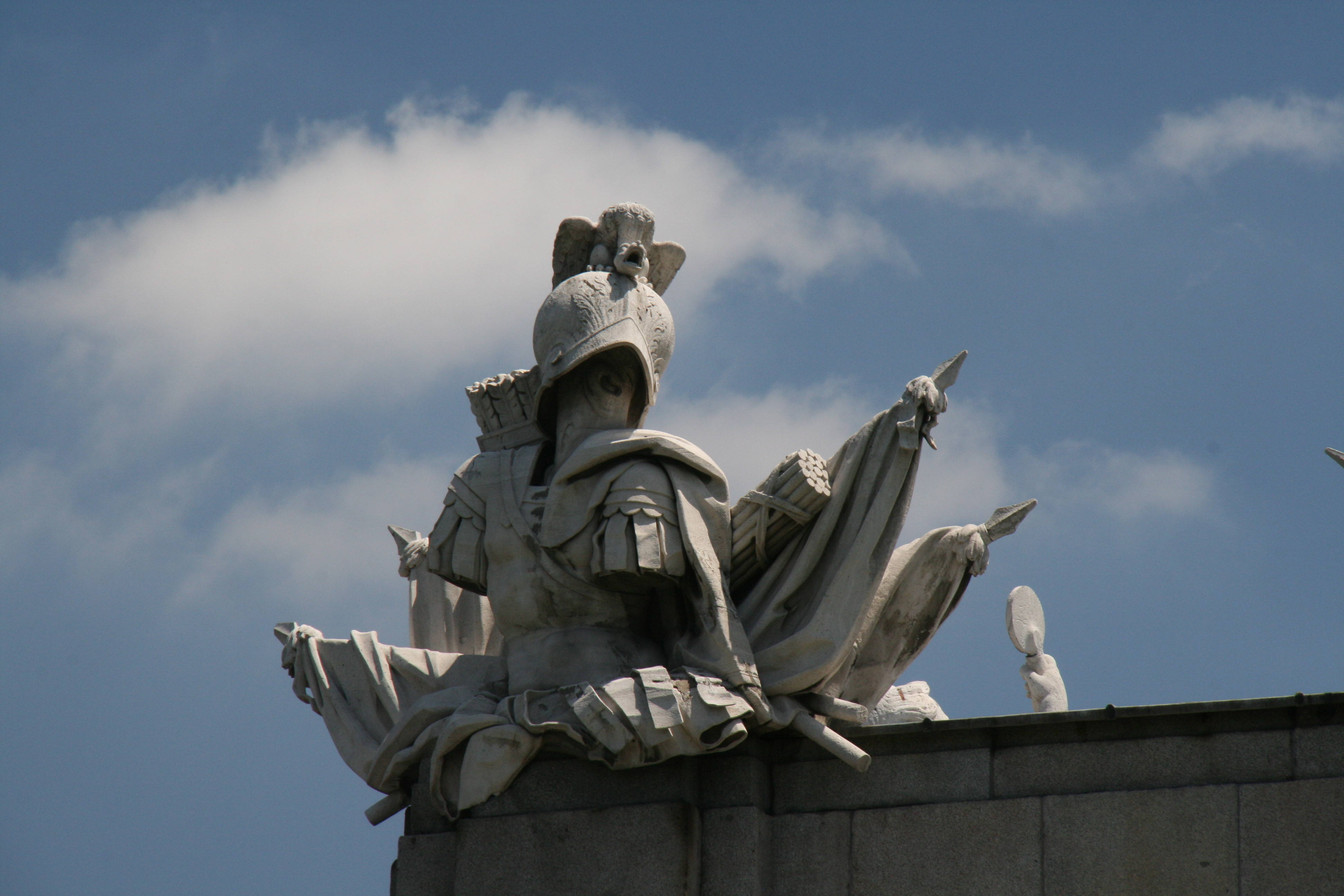
Escudos de la izquierda
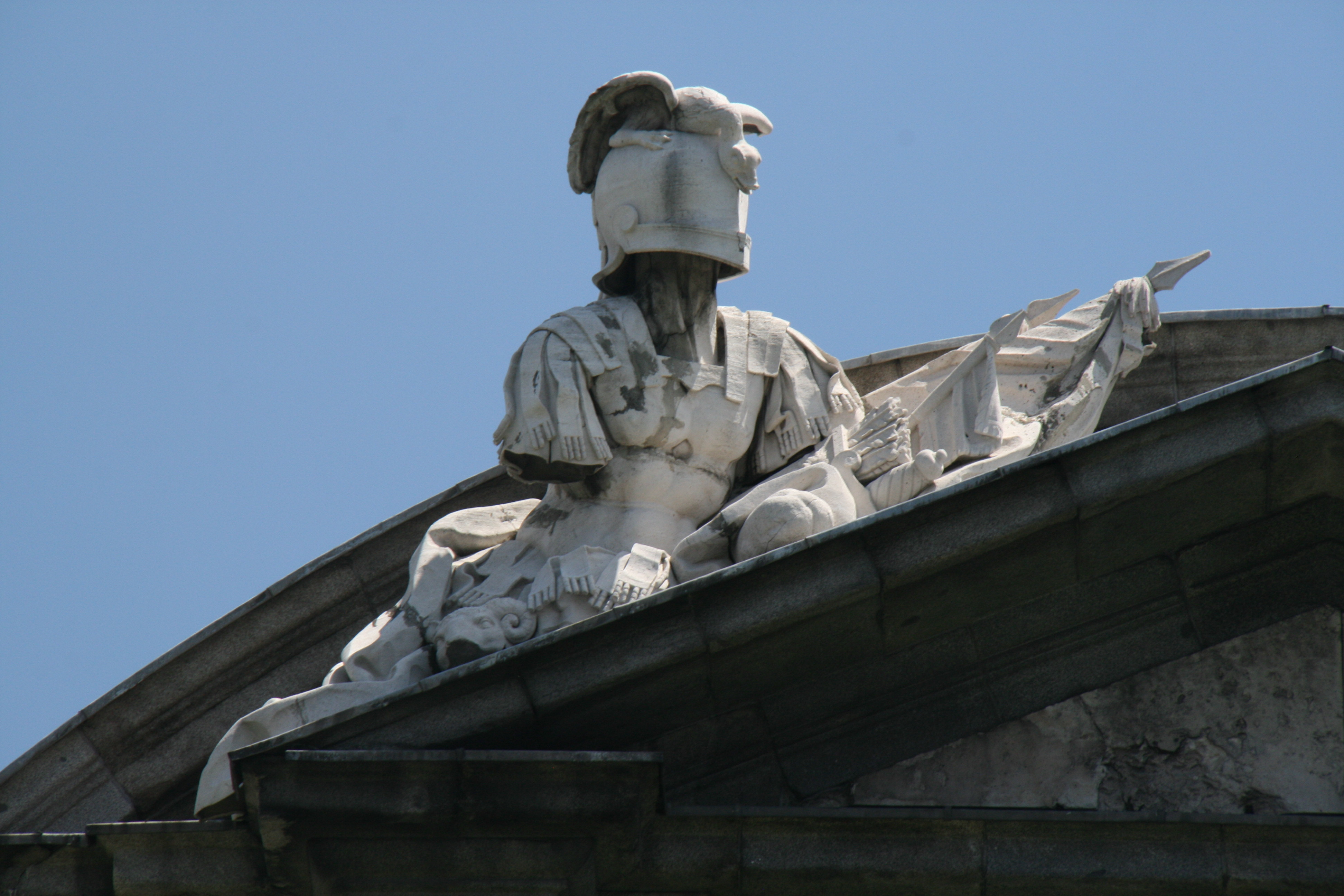
Escudos del friso en el lado izquierdo
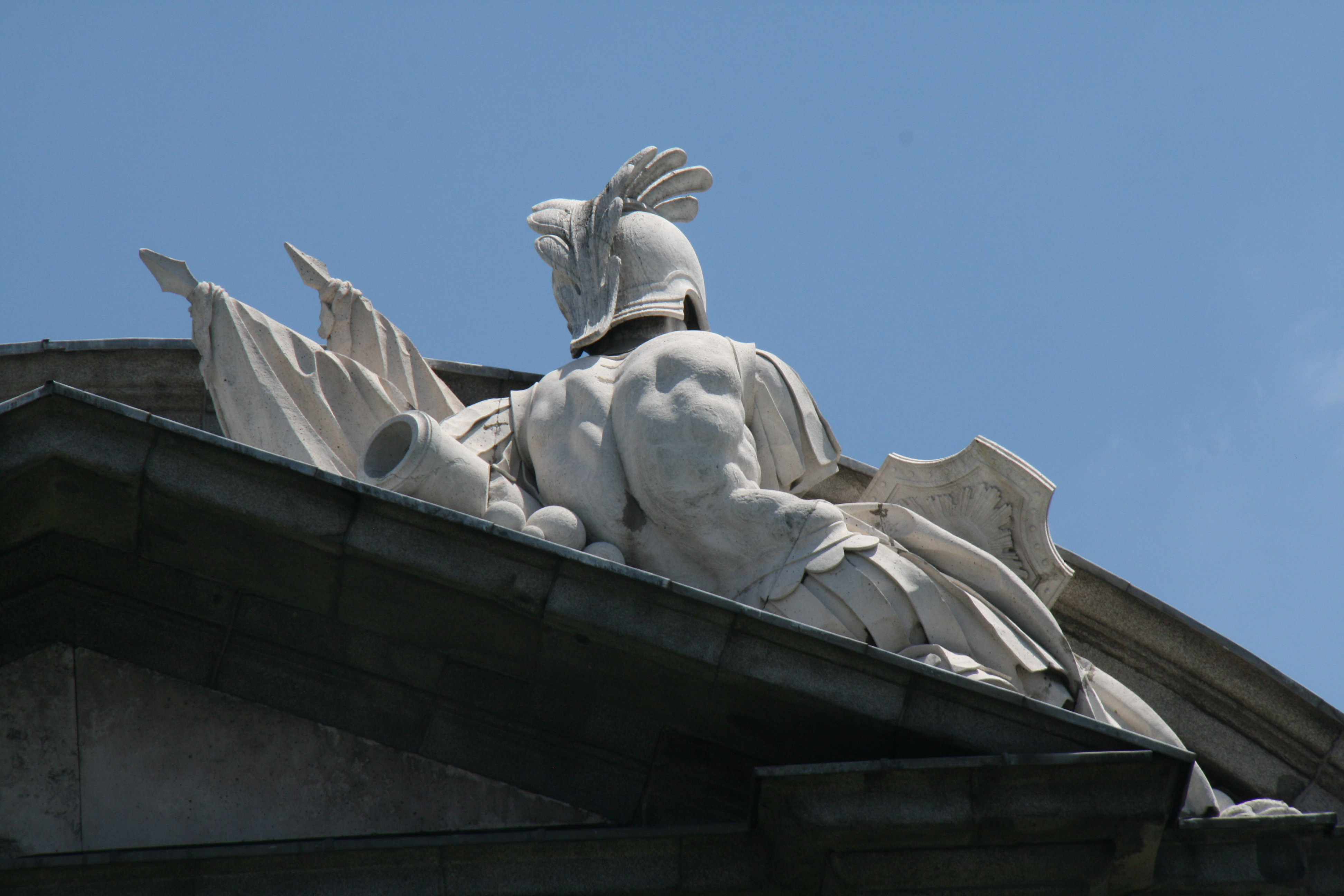
Escudos del friso en el lado derecho
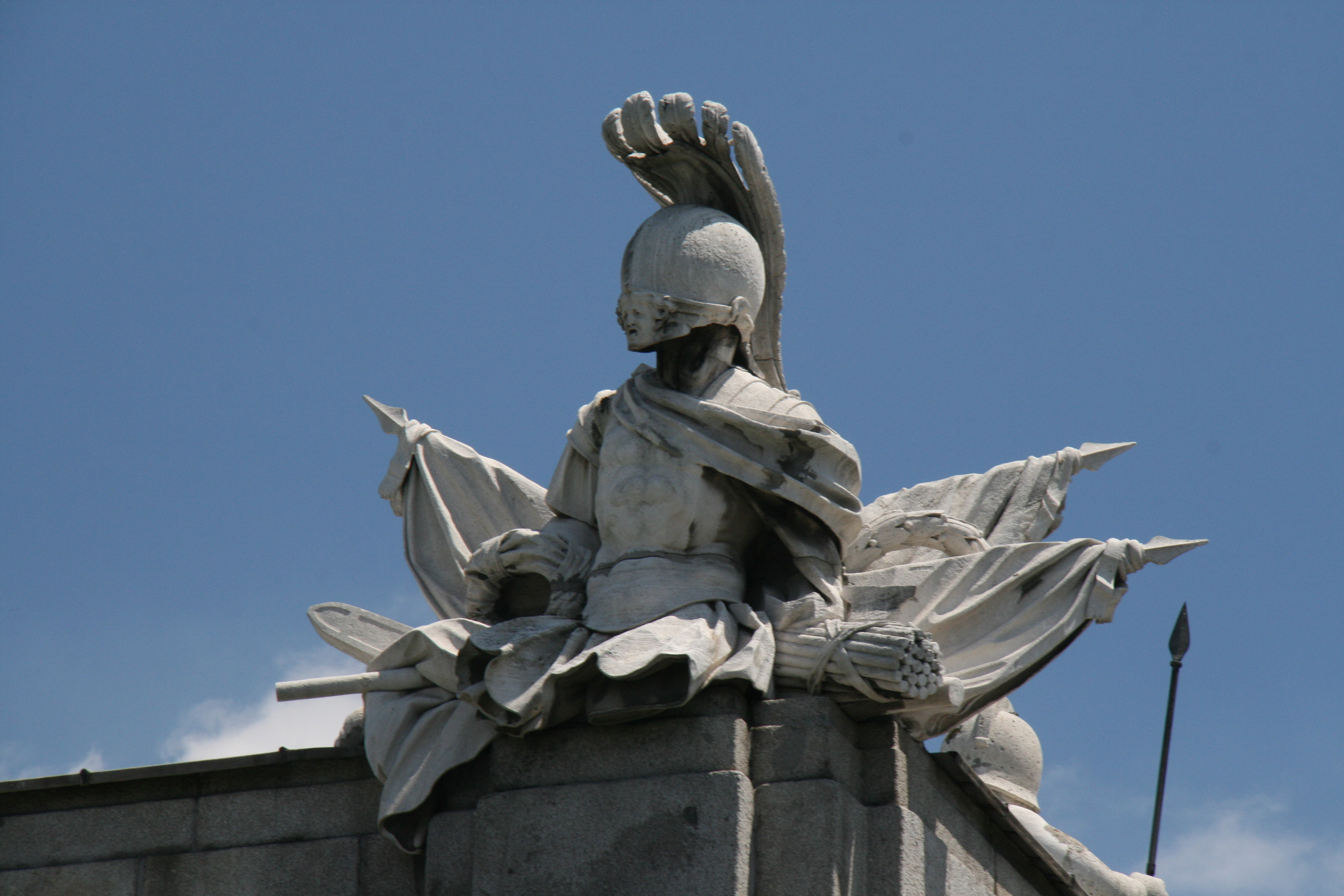
Escudos de la derecha

Algunos de los penachos y armaduras inspirarán posteriormente a los diseñadores de la Puerta de Toledo.

## Restauraciones de la puerta

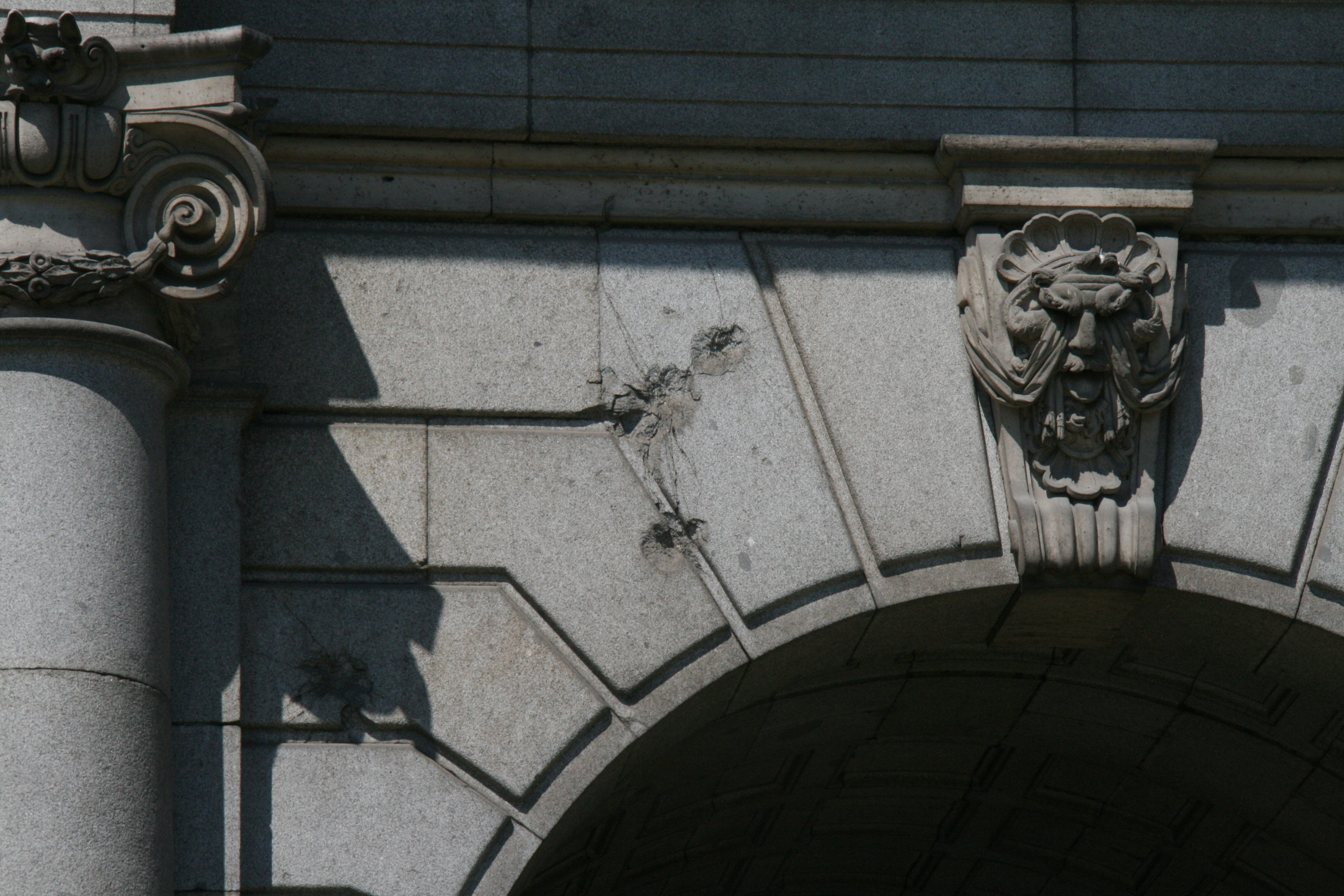
Impactos en la superficie exterior, muestran el respeto que hubo a estos detalles por las cinco restauraciones realizadas a la Puerta. El origen histórico de los impactos no ha podido ser determinado

En los más de dos siglos de existencia de la puerta, ha sido restaurada en cinco ocasiones. Debido a los daños generales que ha sufrido a lo largo de su historia, cada uno de los trabajos de restauración no solo han pretendido mantener intacta la forma y distribución arquitectónica inicial, sino que además se ha respetado el origen de los materiales empleados. Las restauraciones han mantenido intactos los impactos de proyectiles que en diversas confrontaciones ha habido en su entorno. 
Comparativamente el número de impactos que muestra en su fachada este (exterior), es muy superior a la que puede observarse en su lado interior. Las restauraciones ha conservado los efectos de estos impactos. A pesar de ello la determinación del origen de los impactos ha sido un debate entre los estudiosos. Fernández de los Ríos atribuye algunos de ellos a la resistencia de los madrileños a la entrada de las tropas francesas de General Murat el 3 de mayo de 1808 y al enfrentamiento que allí se produjo. Según Pedro de Répide y Manuel Espadas a los Cien Mil Hijos de San Luis cuando el 23 de mayo de 1823 bajo las órdenes del duque de Angulema acabó poniendo fin al trienio liberal. De esta entrada no hubo constancia de luchas violentas en la zona, y es posible que no existan impactos correspondientes a ella. César de Navascués menciona impactos de bala en el lateral norte debidos al atentado el 8 de marzo de 1921 de Eduardo Dato. De la misma forma el combate de carros que tuvo lugar en la misma plaza a comienzos de 1939 entre las tropas del coronel Casado contra las leales al Gobierno republicano de Juan Negrín. Los impactos, que se ven con más proliferación en su cara este (o exterior), son de diferentes profundidades y extensiones, mostrando impactos de diferentes calibres así como trayectorias diversas.
La primera restauración se realiza en 1869, apenas había cumplido cien años de servicio. Se hizo a propuesta de Ángel Fernández de los Ríos cuando había tomado posesión de su nuevo cargo como concejal del Ayuntamiento y diseña un entorno en forma de plaza. En sus informes denuncia el mal estado general de la misma debido a su abandono. Menciona que los basamentos, hasta una altura de un metro, se encuentran sucios de salitre y en estado de descomposición. Se menciona el crecimiento de diversas plantas entre las juntas de las piedras. Esta restauración fue dirigida desinteresadamente por el escultor Piquer. Piquer no pudo acabar la restauración, por haber fallecido durante su ejecución. A petición de la viuda de Piquer, el escultor Sabino Medina se encarga de acabar los trabajos de tallaje. La siguiente restauración se realiza en el año 1904 y consiste en un lavado y limpieza, así como un emplomado y una restauración de algunas de las figuras de la cornisa. La piedra de su restauración no es original de Colmenar de Oreja, la inferior calidad de la piedra se notará en posteriores restauraciones. Algunos cronistas de la época como Pedro de Répide critican lo precario de la restauración. En el año 1959, ya en periodo de posguerra se realizan las terceras obras de restauración sobre las figuras de los frontones. Se contratan las obras a Federico Collaut Varela. La cuarta restauración coincide aproximadamente con las celebraciones del segundo centenario de la plaza desde el 13 de octubre de 1979 hasta el 12 de enero de 1980. La restauración corre a cargo del arquitecto Joaquín Roldán.
La quinta restauración fue la más detallada de todas las realizadas hasta el momento. Se debe al estado ruinoso de la cubierta de plomo visible desde la rotonda. Patrocinada por los grandes almacenes El Corte Inglés, comienza el 1 de marzo de 1992, debiéndose finalizar por contrato el 15 de mayo del mismo año durante las celebraciones de San Isidro. En esta restauración se abordó la renovación de la cubierta de plomo que mostraba algunas planchas sueltas y dobladas debido al viento. También se trató el mal estado de conservación de los conjuntos escultóricos de la cornisa y el enegrecimiento de las piedras así como la suciedad acumulada debido al tráfico de vehículos en la zona.
En el año 2023, el Ayuntamiento de Madrid, presidido por José Luis Martínez-Almeida comienza una nueva restauración a partir de los cuidadosos estudios de su situación llevados a cabo en 2022. Además, se prevé la monitorización continuada del monumento a partir de la abundante documentación gráfica y técnica que se ha realizado. Se consolidará estructuralmente el documento, se sustituirá el plomo de la cubierta y se tratará la piedra, gracias a un presupuesto municipal de casi 3 millones de euros. El monumento se encuentra cubierto por una lona trampantojo durante las obras, y se permite la visita de grupos a la zona de los trabajos, cuya duración prevista es de 12 meses.

## La puerta en la cultura popular madrileña

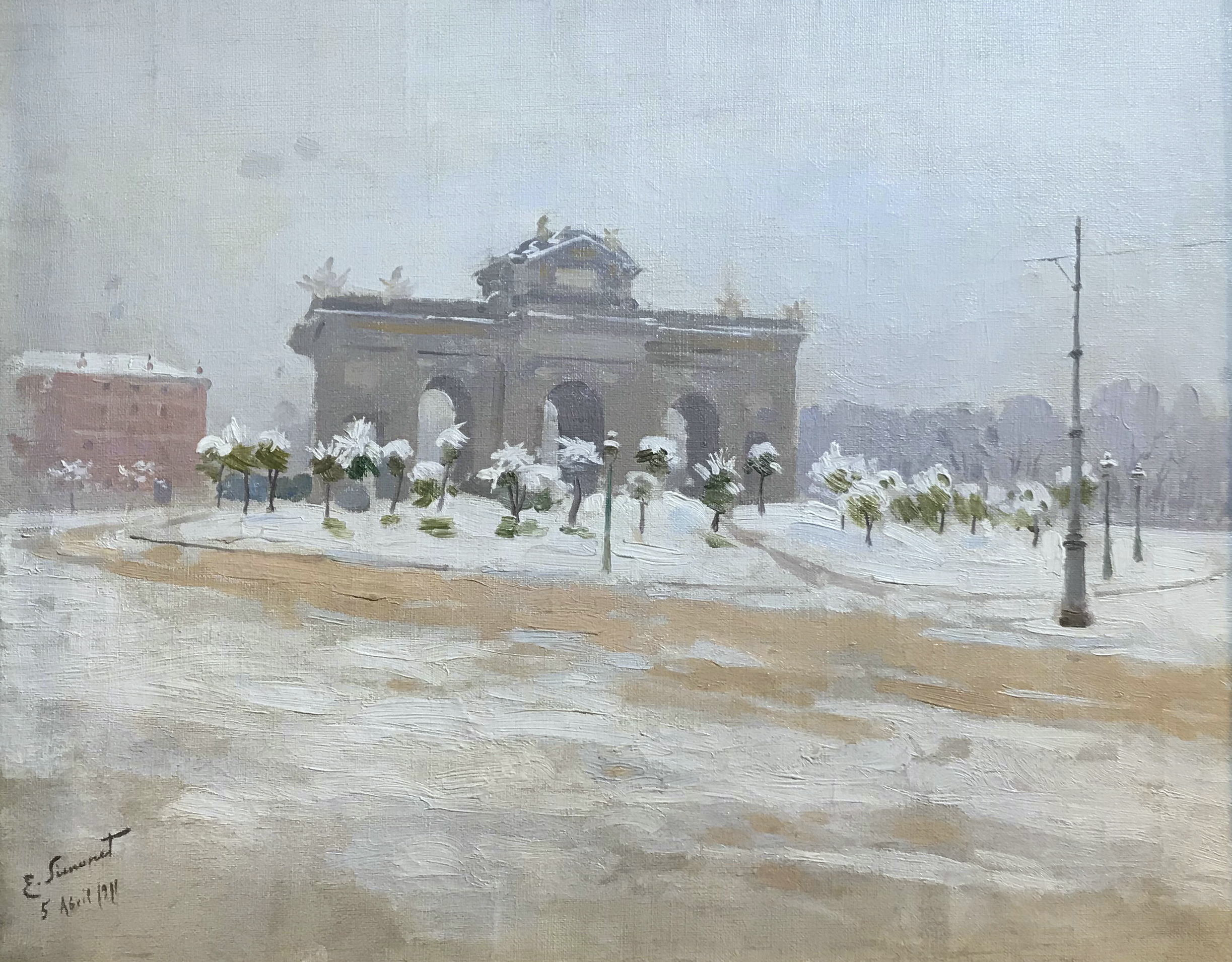
Puerta de Alcalá (1911) de Enrique Simonet

La puerta y su porte ha adquirido con el tiempo la categoría de símbolo madrileño. Aparece en álbumes de postales, en logotipos e ideogramas que representan "lo madrileño". Algunas obras del género chico se han inspirado en la puerta.
En 1986 se lanzó la canción La puerta de Alcalá compuesta por Bernardo Fuster y Luis Mendo, integrantes del grupo madrileño Suburbano, y Miguel Ángel Campos y Francisco Villar, popularizada por Ana Belén y Víctor Manuel que se hizo enormemente popular.

## Premios y reconocimientos
- Premio anual al patrimonio cultural europeo de la UE "Europa Nostra" (2025)[45]